# 30e cérémonie des AVN Awards
La 30e cérémonie de remises des AVN Awards, organisée par le magazine Adult Video News (AVN), se déroule le 19 janvier 2013 au Hard Rock Hotel and Casino, à Las Vegas. Elle est présentée par Asa Akira, Jesse Jane et la comédienne April Macie.
143 prix sont attribués, dans quatre grandes catégories : films pornographiques, commerce et distribution, produits de plaisir et web et technologie.
Wasteland est sacré film de l'année (Movie of the Year) et reçoit au total 7 AVN Awards, en comptant celui qu'il vaut à son réalisateur, Graham Travis. Asa Akira reçoit le titre d'actrice de l'année (Female Performer of the Year) et James Deen celui d'acteur de l'année (Male Performer of the Year) pour la seconde fois.

## Attribution des AVN Awards 2013

### Eligibilité
Les AVN Awards décernés au cours de cérémonie du 19 janvier 2013 récompensent les films pornographiques sortis entre le 1er octobre 2011 et le 30 septembre 2012.
Les critères d'éligibilité sont les mêmes que l'année précédente : sont éligibles les films publiés entre le 1er octobre 2011 et le 30 septembre 2012 et disponibles auprès d'au moins 10 grossistes ou 100 détaillants à la date du 30 septembre 2012 ; les films disponibles uniquement en VOD à la date du 30 septembre sont éligibles sous réserve qu'ils soient en stock auprès d'au moins 10 grossistes ou 100 détaillants au plus tard le 15 octobre 2012. Les séries doivent compter au moins trois titres dont deux publiés entre le 1er octobre 2011 et le 30 septembre 2012.

### Catégories
Comme chaque année, plusieurs modifications sont apportées aux prix accordés afin de refléter les dernières tendances du marché.
| Prix créés                                                                    |                           |
| Meilleur film d'amour (Best Romance Release)                                  |                           |
| Meilleur film centré sur une star (Best Star Showcase)                        |                           |
| Meilleure série continue étrangère (Best Foreign Continuing Series)           |                           |
| Meilleure scène de sexe « transsexuels » (Best Transsexual Sex Scene)         |                           |
| Prix réintroduits                                                             |                           |
| Meilleur film classique (Best Classic Release)                                |                           |
| Meilleure série continue (Best Continuing Series)                             |                           |
| Meilleur réalisateur - Film non scénarisé étranger (Best Foreign Non-Feature) |                           |
| Meilleure nouvelle compagnie de production (Best New Production Company)      |                           |
| Prix supprimés                                                                |                           |
| Meilleure série « 100 % sexe » étrangère (Best Foreign All-Sex Series)        |                           |
| Meilleure série gonzo (Best Gonzo Series)                                     |                           |
| Meilleure série « 100 % sexe/vignette » (Best All-Sex/Vignette Series)        |                           |
| Meilleur film éducatif (Best Educational Release)                             |                           |
| Prix renommés                                                                 |                           |
| Best Feature                                                                  | Best Drama                |
| Best Foreign All-Sex Release                                                  | Best Foreign Non-Feature  |
| Best All-Sex Release - Mixed Format                                           | Best Wall-to-Wall Release |

### Nominations
Les nominations sont annoncées le 30 novembre 2012,.
Le film le plus nommé est la parodie de Star Wars due à Axel Braun, Star Wars XXX: A Porn Parody, avec 20 nominations. Voracious: The First Season en reçoit 18 et précède Wasteland (15 nominations), Men in Black: A Hardcore Parody (14 nominations) et Spartacus MMXII: The Beginning (14 également).
Octomom Home Alone, le film de Nadya Suleman, femme très connue aux États-Unis pour avoir donné naissance à des octuplés en 2009, reçoit 4 nominations,
.
En nombre de nominations, aucune actrice ne se détache vraiment : Lexi Belle, Lily Carter et Brooklyn Lee sont citées chacune 13 fois, précédant d'une courte tête Asa Akira (12).

### La cérémonie de remise:30eAVN Awards Show
La remise des AVN Awards 2013 a lieu le samedi 19 janvier 2013, au même endroit que l'année précédente : « The Joint », salle de concert de 4 000 places située dans l'enceinte du Hard Rock Hotel and Casino, à Las Vegas.
La cérémonie est présentée par Asa Akira, Jesse Jane (qui l'a déjà présentée en 2006) et April Macie. Les Trophy Girls sont Bonnie Rotten, Teal Conrad et Rikki Six.
|           |            |             |
| Asa Akira | Jesse Jane | April Macie |

Les gagnants se voient remettre un nouveau trophée, une statuelle représentant un couple enlacé, conçu par Michael Krasun, président-fondateur de RandomScrew.com.
Au début de la cérémonie, un film est diffusé en hommage aux personnalités de l'industrie pornographique décédées depuis le 29e AVN Awards Show : Kandi Barbour, Sledge Hammer, Hollie Stevens, Kirdy Stevens (réalisateur), Sam Lessner, Zalman King et Steven Swander. Les délais de réalisation n'ont pas permis d'y inclure Fred J. Lincoln, décédé deux jours avant. La rappeuse Tyga vient ensuite interpréter sa chanson Rack city. Cette prestation sera suivie, un peu plus tard, d'un numéro d'acrobatie aérienne tiré du spectacle Zumanity du Cirque du Soleil.

### Résultats
Comme aux XBIZ Awards, qui se sont tenus une semaine avant, Wasteland est sacré film de l'année (Movie of the Year). Il obtient quatre autres prix, dont celui de meilleur drame (Best Drama) et permet à Lily Carter de décrocher le prix de la meilleure actrice (Best Actress) et à Graham Travis celui du meilleur réalisateur d'un film scénarisé (Best director - Feature), pour la deuxième année de suite. En nombre de récompenses, Star Wars XXX: A Porn Parody vient juste derrière avec quatre AVN Awards, auxquels s'ajoutent le trophée du meilleur réalisateur d'une parodie (Best Director - Parody) pour Axel Braun et celui de meilleur acteur dans un second rôle (Best Supporting Actor) pour Tom Byron. En revanche, Men in Black: A Hardcore Parody, malgré ses 14 nominations, remporte seulement l'AVN Award du meilleur maquillage (Best Makeup) et celui des meilleurs effets spéciaux (Best Special Effects).
Octomom Home Alone est recompensé par le prix de la meilleure sex-tape (Best Celebrity Sex-Tape).
Asa Akira est désignée actrice de l'année (Female Performer of the Year), titre qui lui avait échappé en 2012 au profit de Bobbi Starr alors qu'elle était citée comme favorite. Après Tori Black en 2011, c'est la deuxième fois qu'une actrice reçoit ce trophée alors qu'elle coprésente la cérémonie. Asa Akira est aussi, avec cinq prix, l'actrice la plus titrée, comme en 2012.
James Deen est sacré acteur de l'année (Male Performer of the Year) pour la seconde fois. Il se fait remarquer en se tenant dos au public pour recevoir son trophée, ce que son agent expliquera plus tard par une « attaque de panique » ; en 2009, déjà, lorsqu'il avait reçu pour la première fois ce prix, il s'était éclipsé juste avant de monter sur scène et sa petite amie de l'époque, Joanna Angel, avait du l'accepter en son nom. Sans surprise, compte tenu du rôle qu'il a obtenu dans The Canyons, le film de Paul Schrader, Deen reçoit également le prix de la meilleure reconversion (Crossover Star of the Year), qu'il partage avec Sunny Leone.
Steven St. Croix se voit décerner le prix du meilleur acteur pour Torn, film qui reçoit celui du meilleur film d'amour (Best Romance Release). Ce prix, attribué pour la première fois, concerne les films ayant une trame romantique spécifiquement destinés au public féminin ou aux couples.
L'inusable Rocco Siffredi reçoit le trophée du meilleur acteur étranger (Male Foreign Performer of the Year) pour la troisième année consécutive et la cinquième fois au total.
L'actrice transsexuelle de l'année (Transsexual Performer of the Year) est Vaniity, comme en 2004. Celle-ci est la première actrice transsexuelle à recevoir un AVN Award sur scène.

## Palmarès détaillé

### Prix décernés aux acteurs

#### Performeuse de l'année (Female Performer of the Year)
- Asa Akira
- Nommées :
  - Jessie Andrews
  - Eva Angelina
  - Lexi Belle
  - Lily Carter
  - Dana DeArmond
  - Skin Diamond
  - Gracie Glam
  - Allie Haze
  - Kayden Kross
  - Lily LaBeau
  - Brooklyn Lee
  - Chanel Preston
  - Kristina Rose
  - Samantha Saint
  - Andy San Dimas
  - Bobbi Starr
  - Jada Stevens
  - Misty Stone
  - Alexis Texas

#### Acteur de l'année (Male Performer of the Year)
- James Deen
- Nommés :
  - Mike Adriano
  - Mick Blue
  - Xander Corvus
  - Erik Everhard
  - Manuel Ferrara
  - Keiran Lee
  - Mandingo
  - Ramon Nomar
  - Mr. Pete
  - Tommy Pistol
  - Tony Ribas
  - Evan Stone
  - Nacho Vidal
  - Prince Yahshua

#### Meilleure actrice (Best Actress)
- Lily Carter pour Wasteland (Elegant Angel Productions)
- Nommées :
  - Nyomi Banxxx pour Training Day: A Pleasure Dynasty Parody (Blue Ribbon/Pleasure Dynasty/Exile)
  - Alektra Blue pour Next Friday Night (Wicked Pictures)
  - Gracie Glam pour Happy Endings (Wicked Pictures)
  - Presley Hart pour Diary of Love (Smash Pictures)
  - Allie Haze pour Star Wars XXX: A Porn Parody (Axel Braun/Vivid)
  - Lily LaBeau pour Wasteland (Elegant Angel Productions)
  - Remy LaCroix pour Torn (New Sensations Couples)
  - Brooklyn Lee pour Voracious: The First Season (John Stagliano/Evil Angel)
  - Kaylani Lei pour Snatched (Wicked Pictures)
  - Natasha Nice pour Love Is a Dangerous Game (New Sensations Romance)
  - Chanel Preston pour Romeo & Juliet: A Dreamzone Parody (Dreamzone/Vantage)
  - Andy San Dimas pour Café Amore (Adam & Eve Pictures)
  - Bobbi Starr pour The Truth About O (Adam & Eve Pictures)
  - India Summer pour The Graduate XXX: A Paul Thomas Parody (Paul Thomas/Exile)

#### Meilleur acteur (Best Actor)
- Steven St. Croix pour Torn (New Sensations Couples)
- Nommés :
  - Richie Calhoun pour Diary of Love (Smash Pictures)
  - Xander Corvus pour Immortal Love (Wicked Passions)
  - Dane Cross pour A Mother's Love (Hard Candy/AEBN/Pulse)
  - Richie Deville pour My Mother’s Best Friend 6 (Sweet Sinner/Mile High)
  - Giovanni Francesco pour The Dark Knight XXX: A Porn Parody (VividXXXSuperheroes)
  - Seth Gamble pour Star Wars XXX: A Porn Parody (Axel Braun/Vivid)
  - Marcus London pour Spartacus MMXII: The Beginning (London Gunn/Miko Lee/Wicked)
  - Eric Masterson pour Dallas XXX: A Parody (Adam & Eve Pictures)
  - Brendon Miller pour Happy Endings (Wicked Pictures)
  - Tommy Pistol pour Pee-Wee’s XXX Adventure: A Porn Parody (Vivid Entertainment Group)
  - Anthony Rosano pour The Friend Zone (New Sensations Romance)
  - Randy Spears pour Men In Black: A Hardcore Parody (Wicked Pictures)
  - Evan Stone pour Mork & Mindy: A Dreamzone Parody (Dreamzone/Vantage)
  - Jack Vegas pour Blow (Wicked Pictures)

#### Performeuse étrangère de l'année (Female Foreign Performer of the Year)
- Aleska Diamond
- Nommées :
  - Aliz
  - Black Angelika
  - Claire Castel
  - Carla Cox
  - Laura Crystal
  - Franceska Jaimes
  - Anissa Kate
  - Jenna Lovely
  - Aletta Ocean
  - Anna Polina
  - Ivana Sugar
  - Paige Turnah
  - Jessie Volt
  - Tarra White

#### Acteur étranger de l'année (Male Foreign Performer of the Year)
- Rocco Siffredi
- Nommés :
  - Mike Angelo
  - James Brossman
  - Danny D
  - Cristian Devil
  - Leny Ewil
  - Omar Galanti
  - Timo Hardy
  - Choky Ice
  - Mugur
  - David Perry
  - Ian Scott
  - Kai Taylor
  - George Uhl
  - Pascal White

#### Meilleure nouvelle starlette(Best New Starlet)
- Remy LaCroix
- Nommées :
  - Anikka Albrite
  - Dani Daniels
  - Ana Foxxx
  - Kendall Karson
  - Tessa Lane
  - Leilani Leeane
  - Adrianna Luna
  - Melina Mason
  - Cassandra Nix
  - Maddy O'Reilly
  - Penny Pax
  - Riley Reid
  - Jessie Rogers
  - Bonnie Rotten
  - Stevie Shae
  - Siri
  - Trinity St. Clair
  - Christie Stevens
  - Karina White

#### Meilleur nouveau venu (Best Male Newcomer)
- Logan Pierce
- Nommés :
  - Tyler Nixon
  - Romeo Price
  - Brad Tyler

#### Meilleure actrice dans un second rôle (Best Supporting Actress)
- Capri Anderson pour Pee-Wee’s XXX Adventure: A Porn Parody (Vivid Entertainment Group)
- Nommées :
  - Tori Black pour Official The Hangover Parody (Zero Tolerance/Adam & Eve)
  - Dana DeArmond pour Voila (Girlfriends Films)
  - Gracie Glam pour Spartacus MMXII: The Beginning (London Gunn/Miko Lee/Wicked)
  - Kimberly Kane pour Official The Hangover Parody (Zero Tolerance/Adam & Eve)
  - Kagney Linn Karter pour Godfather: A Dreamzone Parody (Dreamzone/Vantage)
  - Devon Lee pour Spartacus MMXII: The Beginning (London Gunn/Miko Lee/Wicked)
  - Lea Lexis pour Voracious: The First Season (John Stagliano/Evil Angel)
  - Chanel Preston pour The Valley (Zero Tolerance Entertainment)
  - Raylene pour Torn (New Sensations Couples)
  - Andy San Dimas pour Shared Wives (New Sensations Swingers)
  - Celeste Star pour Revenge Of The Petites (AMKingdom/Exile)
  - Bobbi Starr pour Dallas XXX: A Parody (Adam & Eve Pictures)
  - Misty Stone pour Men In Black: A Hardcore Parody (Wicked Pictures)
  - India Summer pour Torn (New Sensations Couples)

#### Meilleur acteur dans un second rôle (Best Supporting Actor)
- Tom Byron pour Star Wars XXX: A Porn Parody (Axel Braun/Vivid)
- Nommés :
  - Brad Armstrong pour Men In Black: A Hardcore Parody (Wicked Pictures)
  - Xander Corvus pour The Friend Zone (New Sensations Romance)
  - Dane Cross pour Official The Hangover Parody (Zero Tolerance/Adam & Eve)
  - James Deen pour Dallas XXX: A Parody (Adam & Eve Pictures)
  - Tony Desergio pour Spartacus MMXII: The Beginning (London Gunn/Miko Lee/Wicked)
  - Ben English pour MotherS & Daughters (Digital Playground)
  - Tommy Gunn pour Spartacus MMXII: The Beginning (London Gunn/Miko Lee/Wicked)
  - Steve Holmes pour Voracious: The First Season (John Stagliano/Evil Angel)
  - Nick Manning pour Overnight (Vivid Entertainment Group)
  - Brendon Miller pour The Dark Knight XXX: A Porn Parody (VividXXXSuperheroes)
  - Anthony Rosano pour Romeo & Juliet: A Dreamzone Parody (Dreamzone/Vantage)
  - Lexington Steele pour The Avengers XXX: A Porn Parody (Vivid Entertainment Group)
  - Evan Stone pour Pee-Wee’s XXX Adventure: A Porn Parody (Vivid Entertainment Group)
  - Michael Vegas pour Godfather: A Dreamzone Parody (Dreamzone/Vantage)

#### Meilleure allumeuse (Best Tease Performance)
- Remy LaCroix et Lexi Belle pour Remy (Elegant Angel Productions)
- Nommées :
  - Asa Akira pour Asa Akira Is Insatiable 3 (Elegant Angel Productions) [Scène 3]
  - Holly Michaels pour Best New Starlets 2012 (Elegant Angel Productions)
  - Brooklyn Lee pour Big Wet Asses 21 (Elegant Angel Productions)
  - Franceska Jaimes pour Big Wet Butts 6 (Brazzers)
  - Dani Daniels pour Dani Daniels Dare (Elegant Angel Productions) [Scène 5]
  - Asphyxia Noir pour Extreme Public Adventures 6 (Teasers/LFP)
  - Jada Stevens et Anikka Albrite pour Jada Stevens Is Buttwoman (Elegant Angel Productions)
  - Sunny Leone et Daisy Marie pour Lesbian Workout (Elegant Angel Productions)
  - Lexi Belle pour Lexi (Elegant Angel Productions) [Scène 1]
  - Alexis Texas pour Rear View 2 (Jules Jordan Video)
  - Kristina Rose pour Seduction (Elegant Angel Productions)
  - Lea Lexis pour Sexual Gymnastics (Digital Sin)
  - Jynx Maze pour Slutty n’ Sluttier 15 (Manuel Ferrara/Evil Angel)
  - Maddy O'Reilly pour Young & Glamourous 3 (Jules Jordan Video)

#### Starlette sous-estimée de l'année (Unsung Starlet of the Year)
- Brandy Aniston
- Nommées :
  - Britney Amber
  - Breanne Benson
  - Alyssa Branch
  - Tia Cyrus
  - Sophie Dee
  - Ashley Fires
  - Esperanza Gomez
  - Dani Jensen
  - Kortney Kane
  - Jessie Lee
  - Samantha Ryan
  - Nikki Sexx
  - Aiden Starr
  - Katie Summers

#### Acteur sous-estimé de l'année (Unsung Male Performer of the Year)
- Mark Ashley
- Nommés :
  - Chad Alva
  - Bill Bailey
  - Lee Bang
  - Karlo Karrera
  - Alec Knight
  - Ralph Long
  - L.T.
  - Will Powers
  - Marco Rivera
  - Johnny Sins
  - Lucas Stone
  - Brian Street Team
  - Bruce Venture
  - Danny Wylde

#### MILF/Cougarde l'année (MILF/Cougar Performer of the Year)
- Julia Ann
- Nommées :
  - Ava Addams
  - Lisa Ann
  - Veronica Avluv
  - Deauxma
  - Vanilla Deville
  - Nina Hartley
  - Francesca Lé
  - Brandi Love
  - Kelly Madison
  - Phoenix Marie
  - Raylene
  - Magdalene St. Michaels
  - India Summer
  - Tanya Tate

#### Meilleure reconversion (Crossover Star of the Year)
- James Deen et Sunny Leone
- Nommés :
  - Jessie Andrews
  - Lisa Ann
  - Jessica Drake
  - Jenna Haze
  - Kayden Kross
  - “Porno” Dan Leal
  - Lorelei Lee
  - Tasha Reign
  - Angie Savage
  - Tanya Tate

#### Meilleure prestation non-sexuelle (Best Non-Sex Performance)
- James Bartholet pour Not The Three Stooges XXX (Will Ryder/Pulse)
- Nommés :
  - Spock Buckton pour Official The Hangover Parody (Zero Tolerance/Adam & Eve)
  - Frank Bukkwyd pour Countdown (Wicked Pictures)
  - Nikki Charm pour Diary of Love (Smash Pictures)
  - Eli Cross pour Star Wars XXX: A Porn Parody (Axel Braun/Vivid)
  - Anthony De Los Santos pour El Gordo Y La Flaca XXX (Dulce/LFP)
  - Veronica Hart pour Lesbian Storytime Theater (Girlfriends Films)
  - Nina Hartley pour The Truth About O (Adam & Eve Pictures)
  - J.J. Hollyberry pour Not Animal House XXX (X-Play/Adam & Eve)
  - Chi Chi LaRue pour Star Wars XXX: A Porn Parody (Axel Braun/Vivid)
  - Lee Roy Myers pour Godfather: A Dreamzone Parody (Dreamzone Entertainment)
  - Peter O'Tool pour Godfather: A Dreamzone Parody (Dreamzone/Vantage)
  - Tera Patrick pour This Ain’t The Expendables XXX 3D (Hustler Video)
  - Herschel Savage pour Dallas XXX: A Parody (Adam & Eve Pictures)
  - SSIPPI pour Fuckenstein (Burning Angel/Vouyer)

#### Acteur transsexuel de l'année (Transsexual Performer of the Year)
- Vaniity
- Nommées :
  - Celeste
  - Amy Daly
  - Danni Daniels
  - Jessica Foxx
  - Joanna Jet
  - Eva Lin
  - Venus Lux
  - Sunshyne Monroe
  - Aly Sinclair
  - Brittany St. Jordan
  - Tiffany Starr
  - Wendy Summers
  - Sarina Valentina
  - Wendy Williams

### Prix décernés aux réalisateurs

#### Réalisateur de l'année (Director of the Year)
- Axel Braun
- Nommés :
  - Mike Adriano
  - Joanna Angel
  - Brad Armstrong
  - Mick Blue
  - Ettore Buchi
  - Jessica Drake
  - William H.
  - Jules Jordan
  - Mason
  - Lee Roy Myers
  - Eddie Powell
  - Jim Powers
  - Joey Silvera
  - Bobbi Starr

#### Meilleur réalisateur - Film scénarisé (Best Director – Feature)
- Graham Travis pour Wasteland (Elegant Angel Productions)
- Nommés :
  - Stormy Daniels pour Blow (Wicked Pictures)
  - Jonathan Morgan pour Busty Invaders From Mars (Wicked Pictures)
  - Brad Armstrong pour Countdown (Wicked Pictures)
  - Michael Ninn pour The Four (NinnWorx/Adam & Eve)
  - David Stanley pour In Her Head (Vivid Entertainment Group)
  - Nica Noelle pour A Mother's Love (Hard Candy/AEBN/Pulse)
  - James Avalon pour My Mother’s Best Friend 6 (Sweet Sinner/Mile High)
  - Harry Sparks pour Revenge Of The Petites (AMKingdom/Exile)
  - Soma Snakeoil pour Rubber Bordello (Snakeoil/Bon-Vue/Juicy)
  - Paul Thomas pour Shared Wives (New Sensations Swingers)
  - Sam Hain pour The Valley (Zero Tolerance Entertainment)
  - Eddie Powell et Jacky St. James pour Torn (New Sensations Couples)
  - B. Skow pour Voila (Girlfriends Films)
  - John Stagliano pour Voracious: The First Season (John Stagliano/Evil Angel)

#### Meilleur réalisateur - Film non scénarisé (Best Director – Non Feature)
- Jules Jordan pour Alexis Ford Darkside (Jules Jordan Video)
- Nommés :
  - Kimberly Kane pour Allie Haze’s Been Blackmaled (Vivid Entertainment Group)
  - Jonni Darkko pour Angels Of Debauchery 9 (Jonni Darkko/Evil Angel)
  - Brad Armstrong pour Craving 2 (Wicked Pictures)
  - Mason pour Dani Daniels Dare (Elegant Angel Productions)
  - Joanna Angel pour Fuckabilly 2 (Burning Angel/Vouyer)
  - Mike Quasar pour How To Make A Cheap Porno (Third Degree Films)
  - Barrett Blade pour Jessie Rogers: Unbreakable (Wicked Pictures)
  - Belladonna pour Kristina Rose: Unfiltered (Belladonna/Evil Angel)
  - Eddie Powell pour Meet Bonnie (Digital Sin)
  - Jenna Haze pour Meow! 2 (Jennaration X/Jules Jordan)
  - Chris Streams pour Oil Overload 7 (Jules Jordan Video)
  - Jacky St. James pour Power & Control (Digital Sin)
  - Manuel Ferrara pour Slutty & Sluttier 16 (Manuel Ferrara/Evil Angel)
  - Mike Adriano pour The Spit & The Speculum (Mike Adriano/Evil Angel)

#### Meilleur réalisateur - Parodie (Best Director – Parody)
- Axel Braun pour  Star Wars XXX: A Porn Parody (Axel Braun/Vivid)
- Nommés :
  - Rodney Moore pour  The Addams Family XXX (Sweet Mess/Exquisite)
  - Andre Madness pour Dallas XXX: A Parody (Adam & Eve Pictures)
  - Jim Powers pour Diary of Love (Smash Pictures)
  - Shy Love pour El Gordo Y La Flaca XXX (Dulce/LFP)
  - Joanna Angel pour Fuckenstein (BurningAngel/Vouyer)
  - Lee Roy Myers pour Godfather: A Dreamzone Parody (Dreamzone/Vantage)
  - Paul Thomas pour The Graduate XXX: A Paul Thomas Parody (Paul Thomas/Exile)
  - Brad Armstrong pour Men In Black: A Hardcore Parody (Wicked Pictures)
  - Will Ryder pour Not The Three Stooges XXX (Will Ryder/Pulse)
  - Mike Quasar, Brian Bangs et Spock Buckton pour Official The Hangover Parody (Zero Tolerance/Adam & Eve)
  - B. Skow pour Pee-Wee’s XXX Adventure: A Porn Parody (Vivid Entertainment Group)
  - Marcus London pour Spartacus MMXII: The Beginning (London Gunn/Miko Lee/Wicked)
  - Jordan Septo pour Tomb Raider XXX: An Exquisite Films Parody (Paradox/Exquisite)
  - General Stone pour Training Day: A Pleasure Dynasty Parody (Blue Ribbon/Pleasure Dynasty/Exile)

#### Meilleur réalisateur - Film scénarisé étranger (Best Director – Foreign Feature)
- Max Candy pour Inglorious Bitches (Marc Dorcel/Wicked)
- Nommés :
  - Ettore Buchi pour Ass Trapped Undercover (Magik View/Private/Pure Play)
  - Phil Hollyday pour The Bodyguard (Marc Dorcel/Wicked)
  - Pascal Lucas pour The Journalist (Marc Dorcel/Wicked)
  - Maxwell B. pour Man Trap: Apply Within (Joy Bear/Wicked)
  - Max Bellocchio pour A Million Dollar Hoax (Magik View/Private/Pure Play)
  - Ettore Buchi pour The Nightmare Of... (Magik View/Private/Pure Play)
  - Ettore Buchi pour Seriel Fucker (Magik View/Private/Pure Play)

#### Meilleur réalisateur - Film non scénarisé étranger (Best Director – Foreign Non Feature)
- Ettore Buchi pour Adventures On The Lust Boat 2 (Magik View/Private/Pure Play)
- Nommés :
  - Rocco Siffredi pour Aliz Loves Rocco (Rocco Siffredi/Evil Angel)
  - Max Candy pour Army Girls (Marc Dorcel/Wicked)
  - Gazzman pour Brooklyn Lee: Nymphomaniac (Harmony Films)
  - Raul Cristian pour Cruel DPS (Cruel Media/Jules Jordan)
  - The Voyeur pour Divine Whores (Harmony Films)
  - Nacho Vidal pour Fucking Tour (Nacho Vidal/Evil Angel)
  - Lisa Loves pour J’Adore (Daring Media Group)
  - Christophe Clark pour Jessie Volt Is My Sexy Toy (Clark Euro/Evil Angel)
  - Hervé Bodilis pour Pornochic 23: Claire Castel (Marc Dorcel/Wicked)
  - Philippe Soine pour Prostitution (Marc Dorcel/Wicked)
  - Tanya Hyde pour Psycho Sex (Harmony Films)
  - Diamond Bois pour Rosa (Joy Bear/Wicked)
  - Kendo pour Stilettos (Daring Media Group)
  - Timo Hardy pour Timo: Party Hardy (Timo/Buttman/Evil Angel)

### Prix décernés aux films

#### Film de l'année (Movie of the Year)
- Wasteland (Elegant Angel Productions)
- Films éligibles :
  - Ass Trapped Undercover, au titre de Best Foreign Feature
  - Best New Starlets 2012, au titre de Best Wall-to-Wall Release
  - Bobbi Violates San Francisco, au titre de Best Gonzo Release
  - Dani (Club 59/Elegant Angel), au titre de Best All-Girl Release
  - Nurses 2, au titre de Best Comedy
  - Oil Overload 7 (Jules Jordan Video), au titre de Best All-Sex Release
  - Slutty and Sluttier 16, au titre de Best Vignette Release
  - Spartacus MMXII: The Beginning, au titre de Best Parody – Drama
  - Star Wars XXX: A Porn Parody, au titre de Best Parody – Comedy
  - Wasteland (Elegant Angel Productions), au titre de Best Drama

#### Film le plus vendu (Best Selling Release)
- Star Wars XXX: A Porn Parody (Axel Braun/Vivid)

#### Film le plus loué (Best Renting Release)
- Star Wars XXX: A Porn Parody (Axel Braun/Vivid)

#### Meilleur drame (Best Drama)
- Wasteland (Elegant Angel Productions)
- Nommés :
  - Black Scary Movie (West Coast Productions)
  - Blow (Wicked Pictures)
  - The Con Job (Digital Playground)
  - Countdown (Wicked Pictures)
  - The Four (Ninn Worx/Adam & Eve)
  - In Her Head (Vivid Entertainment Group)
  - Legal Appeal (Marc Dorcel/Wicked)
  - A Mother’s Love (Hard Candy/AEBN/Pulse)
  - Mothers & Daughters (Digital Playground)
  - My Mother’s Best Friend 6 (Sweet Sinner/Mile High)
  - One Night In The Valley (Brazzers)
  - The Truth About O (Adam & Eve Pictures)
  - The Valley (Zero Tolerance Entertainment)
  - Voracious: The First Season (John Stagliano/Evil Angel)

#### Meilleure comédie (Best Comedy)
- Nurses 2 (Digital Playground)
- Nommés :
  - Asphyxia Heels The World (BurningAngel/Vouyer)
  - Busty Invaders From Mars (Wicked Pictures)
  - Cougarland (Wicked Pictures)
  - Friends And Family 3 (Smash Pictures)
  - How To Make A Cheap Porno (Third Degree Films)
  - Next Friday Night (Wicked Pictures)
  - Revenge Of The Petites (AMKingdom/Exile)
  - Riding The Flying Pink Pig (Cheeky Monkey/LFP)
  - Rubber Bordello (Snakeoil/Bon-Vue/Juicy)
  - Snatched (Wicked Pictures)
  - Unsexpected (Digital Playground)

#### Meilleure parodie - Comédie (Best Parody – Comedy)
- Star Wars XXX: A Porn Parody (Axel Braun/Vivid)
- Nommés :
  - The Addams Family XXX (Sweet Mess/Exquisite)
  - Brazzers Presents: The Parodies 2 (Brazzers)
  - Buffy The Vampire Slayer XXX: A Parody (Adam & Eve Pictures)
  - El Gordo Y La Flaca XXX (Dulce/LFP)
  - Family Guy: The XXX Parody (Full Spread/LFP)
  - Fuckenstein (BurningAngel/Vouyer)
  - Godfather: A Dreamzone Parody (Dreamzone/Vantage)
  - Men In Black: A Hardcore Parody (Wicked Pictures)
  - Mork & Mindy: A Dreamzone Parody (Dreamzone/Vantage)
  - Not Animal House XXX (X-Play/Adam & Eve)
  - Not The Three Stooges XXX (Will Ryder/Pulse)
  - Official The Hangover Parody (Zero Tolerance/Adam & Eve)
  - Pee-Wee’s XXX Adventure: A Porn Parody (Vivid Entertainment Group)
  - This Ain’t The Expendables XXX 3D (Hustler Video)

#### Meilleure parodie - Drame (Best Parody – Drama)
- Spartacus MMXII: The Beginning (London Gunn/Miko Lee/Wicked)
- Nommés :
  - Birds Of Prey XXX: A Sinister ComiXXX Parody (Sinister ComiXXX/Pure Play)
  - Dallas XXX: A Parody (Adam & Eve Pictures)
  - The Dark Knight XXX: A Porn Parody (VividXXXSuperheroes)
  - Diary of Love (Smash Pictures)
  - The Graduate XXX: A Paul Thomas Parody (Paul Thomas/Exile)
  - Iron Man XXX: An Extreme ComiXXX Parody (Extreme ComiXXX/Exquisite)
  - Last Tango (Sweet Sinema/Mile High)
  - Official Scarface Parody (Zero Tolerance Entertainment)
  - Romeo & Juliet: A Dreamzone Parody (Dreamzone/Vantage)
  - This Ain’t Avatar 2 XXX 3D: Escape From Pandwhora (Hustler Video)
  - This Ain’t Jaws XXX 3D (Hustler/Adam & Eve)
  - Tomb Raider XXX: An Exquisite Films Parody (Paradox/Exquisite)
  - Training Day: A Pleasure Dynasty Parody (Blue Ribbon/Pleasure Dynasty/Exile)
  - Zorro XXX: A Pleasure Dynasty Parody (Jama/Pleasure Dynasty/Exile)

#### Meilleurfilm d'amour(Best Romance Release)
- Torn (New Sensations Couples)
- Nommés :
  - Brave Hearts (Intimate Encounters/Adult Source)
  - Cafe Amore (Adam & Eve Pictures)
  - Color Of Love (Black Romance/West Coast)
  - Forever Love Trust (Smash Pictures)
  - The Friend Zone (New Sensations Romance)
  - Happy Endings (Wicked Pictures)
  - Immortal Love (Wicked Passions)
  - Love Or Lust (Dreamzone/Vantage)
  - Love, Marriage & Other Bad Ideas (New Sensations Romance)
  - A Mother’S Love (Hard Candy/AEBN/Pulse)
  - Overnight (Vivid Entertainment Group)
  - Shared Wives (New Sensations Swingers)
  - Tango To Romance (Adam & Eve Pictures)
  - Voila (Girlfriends Films)

#### Meilleur film scénarisé étranger (Best Foreign Feature)
- Ass Trapped Undercover (Magik View/Private/Pure Play)
- Nommés :
  - The Bodyguard (Marc Dorcel/Wicked)
  - Inglorious Bitches (Marc Dorcel/Wicked)
  - The Journalist (Marc Dorcel/Wicked)
  - Man Trap: Apply Within (Joy Bear/Wicked)
  - A Million Dollar Hoax (Magik View/Private/Pure Play)
  - The Nightmare Of…, (Magik View/Private/Pure Play)
  - Seriel Fucker (Magik View/Private/Pure Play)

#### Meilleur film «100% sexe» (Best All-Sex Release)
- Oil Overload 7 (Jules Jordan Video)
- Nommés :
  - Allie Haze: I Love Sex (Vivid Entertainment Group)
  - AngelS Of Debauchery 9 (Jonni Darkko/Evil Angel)
  - D3Viance (Rock Star/SkinWorXXX/Adam & Eve)
  - Four Eyed Fuck Fest 2 (Zero Tolerance Entertainment)
  - High Class Ass 2 (Live Gonzo/Jules Jordan)
  - Hollywood Heartbreakers (Live Gonzo/Jules Jordan)
  - Lap Dance (Third Degree Films)
  - Rachel Starr: Dirty Little Tease (Vivid Entertainment Group)
  - Seduction (Elegant Angel Productions)
  - Sexual Gymnastics (Digital Sin)
  - Super Porn (Jama/Pleasure Dynasty/Exile)
  - Superstars (Rock Star/Adam & Eve)
  - Swimsuit Calendar GirlS 2012 (Elegant Angel Productions)
  - US Sluts 3 (Cruel Media/Jules Jordan
  - White Room (Kelly Madison/Juicy)

#### Meilleur film non-scénarisé étranger (Best Foreign Non-Feature)
- Brooklyn Lee: Nymphomaniac (Harmony Films)
- Nommés :
  - Adventures On The Lust Boat 2 (Magik View/Private/Pure Play)
  - Aliz Loves Rocco (Rocco Siffredi/Evil Angel)
  - BrazzersWorldwide: Budapest 2 (Brazzers)
  - Cruel DPS (Cruel Media/Jules Jordan)
  - Den Of Depravity (Harmony Films)
  - Euro Pornstar Fuckfest: Art Of Penetration Series (Magik View/Private/Pure Play)
  - Eurotic Encounters (Pink Visual/Pulse)
  - Fucking Tour (Nacho Vidal/Evil Angel)
  - J’Adore (Daring Media Group)
  - PornoChic 23: Claire Castel (Marc Dorcel/Wicked)
  - Prostitution  (Marc Dorcel/Wicked)
  - Rosa (Joy Bear/Wicked)
  - Stilettos (Daring Media Group)
  - Timo: Party Hardy (Timo/Buttman/Evil Angel)

#### Meilleur film gonzo (Best Gonzo Release)
- Bobbi Violates San Francisco (Bobbi Starr/Evil Angel)
- Nommés :
  - Back 2 USA (Nacho Vidal/Evil Angel)
  - Brooklyn Egg Cream On The RoXXX (Seymore Butts/Pure Play)
  - Day With A Pornstar 2 (Brazzers)
  - Jerkoff Material 7 (Mike John/Jules Jordan)
  - Joanna Angel’s Cumastic Cook-Out (BurningAngel/Vouyer)
  - Jules Jordan: The Lost Tapes (Jules Jordan)
  - Model House Invasion (Skow Digital/Exile)
  - Raw 10 (Manuel Ferrara/Evil Angel)
  - Seymore Butts Does Exxxotica (Seymore Butts/Pure Play)

#### Meilleur film «vignette» (Best Vignette Release)
- Slutty & Sluttier 16 (Manuel Ferrara/Evil Angel)
- Nommés :
  - Allie Haze: True Sex (Vivid Entertainment Group)
  - The Bartender (Smash Pictures)
  - Craving 2 (Wicked Pictures)
  - Doctor Adventures 11 (Brazzers)
  - Farm Girls Gone Bad (Wicked Pictures)
  - Mind Fuck (Harmony Films)
  - More Than You Bargained For (Third Degree Films)
  - Office Perverts 8 (Reality Junkies/Mile High)
  - Pornstars Punishment 6 (Brazzers)
  - Power & Control (Digital Sin)
  - The Psychotherapist (Hard Candy/AEBN/Pulse)
  - Real Wife Stories 13 (Brazzers)
  - The Sex Boutique Glory Holes (Wicked Pictures)
  - Sexy Selena Rose (Digital Playground)

#### Meilleur film multiformats (Best Wall-To-Wall Release)
- Best New Starlets 2012 (Elegant Angel Productions)
- Nommés :
  - Bad Girls 7 (Digital Playground)
  - Flesh Hunter 11 (Jules Jordan Video)
  - Fuckabilly 2 (BurningAngel/Vouyer)
  - The Initiation Of Anissa Kate (Harmony Films)
  - Made In USA 2 (Nacho Vidal/Evil Angel)
  - Nacho Invades America 2 (Jules Jordan Video)
  - Nacho Vidal: The Sexual Messiah 2 (Joey Silvera/Evil Angel)
  - Nerdy GirlS (Elegant Angel Productions)
  - Performers Of The Year 2012 (Elegant Angel Productions)
  - Rack City XXX (Tyga/Hush Hush)
  - Slutty N’ Sluttier 15 (Manuel Ferrara/Evil Angel)
  - Spinners (Jonni Darkko/Evil Angel)
  - Sport Fucking 9 (Erik Everhard/Jules Jordan)
  - This Is Why I’m Hot 2 (Tom Byron/Evolution)

#### Meilleur film «lesbiennes» (Best All-Girl Release)
- Dani (Club 59/Elegant Angel)
- Nommés :
  - Belladonna: No Warning 6 (Belladonna/Evil Angel)
  - Butches And Babes (Filly Films/Combat Zone)
  - GirlS Love GirlS 4 (Jonni Darkko/Evil Angel)
  - Hot And Mean 6 (Brazzers)
  - Interracial Lesbian Romance (West Coast Productions)
  - Lesbian Workout (Club 59/Elegant Angel)
  - Lesbo Pool Party (Third Degree Films)
  - Lick My Punk Rock Pussy (BurningAngel/Vouyer)
  - Lush 2 (Club 59/Elegant Angel)
  - Me Andd My Girlfriend (Girlfriends Films)
  - Meow! 2 (Jennaration X/Jules Jordan)
  - Please Make Me Lesbian! 7 (Girlfriends Films)
  - Seduced By A Real Lesbian 12 (Lethal Hardcore/Pulse)
  - We Live Together 23 (Reality Kings/Pulse)

#### Meilleure séries «lesbiennes» (Best All-Girl Series)
- Women Seeking Women (Girlfriends Films)
- Nommés :
  - Budapest (Girlfriends Films)
  - Girl-Girl Hardcore (Abbywinters.com/Wicked)
  - Girl on Girl Fantasies (Kick Ass Pictures)
  - GirlS in White (Girlfriends Films)
  - Hot and Mean (Brazzers)
  - Lesbian Adventures (Sweetheart Video/Mile High)
  - Lesbian Babysitters (Sweetheart Video/Mile High)
  - Lesbian Psychodramas (Girlfriends Films)
  - Lesbian Sex (Girlfriends Films)
  - Molly's Life (Muffia/Pulse)
  - Please Make Me Lesbian! (Girlfriends Films)
  - Top Wet Girls (Clark Euro/Evil Angel)
  - Toys & Girls (Lesbian Provocateur/Digital Sin)
  - We Live Together (Reality Kings/Pulse)

#### Meilleur film «anal» (Best Anal Release)
- Anal Boot Camp (Jules Jordan Video)
- Nommés :
  - Anal Buffet 7 (Jay Sin/Evil Angel)
  - Anal Delights 2 (The Ass Factory/Jules Jordan)
  - Anal Fanatic 3 (Elegant Angel Productions)
  - Anal Size My Wife 3 (West Coast Productions)
  - Anal Students (Elegant Angel Productions)
  - Deep Anal Abyss 4 (Jay Sin/Evil Angel)
  - Evil Anal 15 (Manuel Ferrara/Evil Angel)
  - Gapeland (Live Gonzo/Jules Jordan)
  - Hot Anal Injection 2 (The Ass Factory/Jules Jordan)
  - Illegal Ass 3 (Third Degree Films)
  - My Anal Schoolgirl (Digital Sin)
  - The Prize (Wicked Pictures)
  - Rock & Roll In My Butthole 2 (BurningAngel/Vouyer)
  - The Spit And The Speculum (Mike Adriano/Evil Angel)

#### Meilleure série «anal» (Best Anal Series)
- Anal Fanatic (Elegant Angel Productions)
- Nommés :
  - Anal Annihilations (Pink Visual/Pulse)
  - Anal Attack (Cruel Media/Evil Angel)
  - Anal Wreckage (Black Market Entertainment)
  - Don’t Tell My Wife I Assfucked The Babysitter (Devil’s Film)
  - Drill My Ass | Red Lines/Juicy)
  - Hose Monster (David Perry/Evil Angel)
  - I Wanna Buttfuck Your Daughter (Devil’s Film)
  - In Anal Sluts We Trust (Cruel Media/Jules Jordan)
  - In The Butt (Naughty America/Pure Play)
  - Pump That Rump (Kelly Madison/Juicy)
  - Pure Anal (Swank/Pure Play)
  - Put It In Her Ass (Reality Kings/Pulse)
  - Teen Anal (Teen Erotica/Juicy)
  - A View To A Gape (Omar Galanti/Evil Angel)

#### Meilleur film «oral» (Best Oral Release)
- American Cocksucking Sluts 2 (Mike Adriano/Evil Angel)
- Nommés :
  - The Art Of The Blowjob (Productions MBP/LFP)
  - Blowjob Winner 13 (Immoral/Pure Play Media)
  - Blow Me Sandwich 15 (Zero Tolerance Entertainment)
  - Deep Throat This 53 (North Pole/Pure Play)
  - Facial Overload (Jonni Darkko/Evil Angel)
  - Gloryhole Confessions 7 (Lethal Hardcore/Pulse)
  - Let Me Suck You 4 (Elegant Angel Productions)
  - Massive Facials 4 (Elegant Angel Productions)
  - Praise The Load 7 (Mike John/Jules Jordan)
  - Slurpy Throatsluts (Mike Adriano/Evil Angel)
  - Spit (Bobbi Starr/Evil Angel)
  - Throat Fucks 4 (Jonni Darkko/Evil Angel)
  - Throated 37 (Overboard/Pulse)
  - We Swallow 36 (Rodnievision/Exquisite)

#### Meilleure série «oral» (Best Oral Series)
- Massive Facials (Elegant Angel Productions)
- Nommés :
  - Blowjob Winner (Immoral/Pure Play Media)
  - Blumpkin Blowjobs (Lethal Hardcore/Pulse)
  - Cock Sucking Challenge (Porno Dan/Pure Play)
  - Deep Throat This (North Pole/Pure Play)
  - Gloryhole Confessions (Lethal Hardcore/Pulse)
  - Interracial Blow Bang (DogFart)
  - Interracial Gloryhole Initiations (Blacks On Blondes)
  - Let Me Suck You (Elegant Angel Productions)
  - Mothers Teaching Daughters How To Suck Cock (Devil’s Film)
  - Only Teen Blowjobs (Overboard/Pulse)
  - Paste My Face (Overboard/Pulse)
  - Swallow This (North Pole/Pure Play)
  - Throated (Overboard/Pulse)
  - We Swallow (Rodnievision/Exquisite)

#### Meilleur film «orgie/gang bang» (Best Orgy/Gangbang Release)
- Gangbanged 4 (Elegant Angel Productions)
- Nommés :
  - Bachelor Party Orgy 5 (Doghouse/Mile High)
  - Carwash Orgy 2 (Zero Tolerance Entertainment)
  - Gangbanged 3 (Elegant Angel Productions)
  - Gangland 81 (Devil’s Film)
  - Gym Rats Orgy (Zero Tolerance Entertainment)
  - Orgy Masters (Jules Jordan Video)
  - Swingers Orgies 3 (Doghouse/Mile High)
  - Teen Smackdown Orgy (West Coast Productions)
  - Unplanned Orgies 11 (Porno Dan/Pure Play)

#### Meilleur film «POV» (Best POV Release)
- Eye Fucked Them All (Erik Everhard/Jules Jordan)
- Nommés :
  - Barely Legal POV 10 (Hustler Video)
  - Housewifre 1 On 1 #24 (Naughty America/Pure Play)
  - Jack's POV 19 (Digital Playground)
  - Jules Jordan: The Lost Tapes 2 – POV Edition (Jules Jordan Video)
  - Perryvision 2 (David Perry/Evil Angel)
  - Pound The Round P.O.V. 10 (Digital Sin)
  - P.O.V. 41 (North Pole/Pure Play)
  - POV Juggfuckers 4 (Jonni Darkko/Evil Angel)
  - POV Junkie 5 (Vince Vouyer Unleashed/Jules Jordan)
  - POV Pervert 15 (Mike John/Jules Jordan)
  - P.O.V. Punx 6: The Anal Edition (BurningAngel/Vouyer)
  - Pure POV (Cruel Media/Jules Jordan)
  - Rocco’s POV 9 (Rocco Siffredi/Evil Angel)
  - Tanlines (Kevin Moore/Buttman/Evil Angel)

#### Meilleure série «POV» (Best POV Series)
- Pound The Round P.O.V. (Digital Sin)
- Nommés :
  - Barely Legal POV (Hustler Video)
  - Facial Fest (Bang Productions)
  - Housewife 1 On 1 (Naughty America/Pure Play)
  - It's POV Time (AMK Empire/Exile)
  - Panty Pops (Kevin Moore/Evil Angel)
  - P.O.V. (North Pole/Pure Play)
  - Rocco’s POV (Rocco Siffredi/Evil Angel)
  - So Young So Sexy P.O.V. (Digital Sin)
  - Spandex Loads (Kevin Moore/Evil Angel)

#### Meilleur film «solo» (Best Solo Release)
- All Natural: Glamour Solos 2 (Girlfriends Films)
- Nommés :
  - Alone And Lustful (Abbywinters.com/Wicked)
  - Extreme Public Adventures 6 (Teasers/LFP)
  - Fantasy Solos 3 (Kick Ass Pictures)
  - Give Me Pink 11 (Cruel Media/Jules Jordan)
  - I Love Big Toys 35 (Digital Sin)
  - Next Door And Alone (Girlfriends Films)
  - Octomom Home Alone (DD Entertainment/Wicked)
  - Solo Sensations 2 (ATK/Kick Ass)
  - Solo Sweethearts 2 (Tom Byron/Evolution)

#### Meilleur film «asiatiques» (Best Ethnic Release – Asian)
- Asian Fuck Faces (Jonni Darkko/Evil Angel)
- Nommés :
  - 10 Little Asians 16 (Third World Media)
  - Asian 1 on 1 #4 (Naughty America/Pure Play)
  - Asian Anal Addiction (Mike Adriano/Evil Angel)
  - Asian Anal Assassins (Wicked Pictures)
  - Asian Anal Assault (Jonni Darkko/Evil Angel)
  - Asian Dollhouse: No Boys Allowed 2 (Third World Media)
  - Asian Fixation 2 (Tom Byron/Evolution)
  - Asian Party Sluts 3 (Hustler Video)
  - Asian Persuasion 2: Once You Go Asian The Party Starts Ragin’ (Immoral/Pure Play)
  - Asian Teen Wet Panty Club (Evasive Angels Entertainment)
  - Encore 18 (Stage 2/Pulse)
  - Myth, Magic & Mystery Of Asian Fuck Holes (Swank/Pure Play)
  - Orientation 2 (Bluebird Films)
  - Up My Asian Ass (Jules Jordan Video)

#### Meilleur film «noirs» (Best Ethnic Release – Black)
- Porn’s Top Black Models 3 (Elegant Angel Productions)
- Nommés :
  - Big Black Wet Asses 12 (Elegant Angel Productions)
  - Black Anal Love 2 (West Coast Productions)
  - Black Diamonds (Sean Michaels/Buttman/Evil Angel)
  - Black Fuck Faces (Jonni Darkko/Evil Angel)
  - Black Round & Ready (Justin Slayer International)
  - Black Street Hookers 102 (Evasive Angels Entertainment)
  - Club Elite 2 (Elegant Angel Productions)
  - Giant Black Asses 2 (Exquisite Multimedia)
  - Honey Bunches Of Hos 5 (Black Maarket Entertainment)
  - Lesbian Beauties 7: All Black Edition (Sweetheart/Mile High)
  - Phat Black Juicy Anal Booty 9 (West Coast Productions)
  - Phatty GirlS 11 (Justin Slayer International)
  - Phattys Rhymes And Dimes 17 (B. Pumper/Freaky Empire)
  - Showgirlz 2 (West Coast Productions)

#### Meilleur film «latinos» (Best Ethnic Release – Latin)
- Latin Mommas 2 (Elegant Angel Productions)
- Nommés :
  - 8th Street Latinas 19 (Reality Kings/Pulse)
  - Aliens vs. The Magician (Mike Hunt/Juicy)
  - Butthole Barrio Bitches (LéWood/Buttman/Evil Angel)
  - Cock Craving Latinas (Third Degree Films)
  - Hot Latin Pussy Adventures 57 (T.T. Boy/Evasive Angels)
  - Latin Adultery 17 (Naughty America/Pure Play)
  - Latin Mouth Club (Madness/Adam & Eve)
  - Latina Sex Tapes 3 (Mofos/Brazzers)
  - Latinas Love Caliente Creampies 6 (Lethal Hardcore/Pulse)
  - Made In XSpaña 8 (Nacho Vidal/Evil Angel)
  - Mami Culo Grande 9 (Justin Slayer International)
  - Spanish Mommy (B. Pumper/Freaky Empire)
  - Spouses Nut On A Latin Slut 2 (Kelly Madison/Juicy)
  - Thick Latin Ass Spread (West Coast Productions)

#### Meilleure série «ethnique» (Best Ethnic Series)
- Big Wet Brazilian Asses (Elegant Angel Productions)
- Nommés :
  - 8th Street Latinas (Reality Kings/Pulse)
  - Black Street Hookers (Evasive Angels Entertainment)
  - Brown Bunnies (Bang Productions)
  - Encore (Stage 2/Pulse)
  - Freak Of The Week (Black Magic Pictures)
  - Happy Tugs (Reality Kings/Pulse)
  - Hot Latin Pussy Adventures (T.T. Boy/Evasive Angels)
  - Latin Adultery (Naughty America/Pure Play)
  - Latina Rampage (Bang Productions)
  - Latina Sex Tapes (MOFOS/Brazzers)
  - Little Brown Fucking Machines (Third World Media)
  - Oye Loca (Team Skeet/Pulse)
  - Sexy Senoritas (Immoral/Pure Play)
  - Teen Brazil (Third World Media)

#### Meilleur film «interracial» (Best Interracial Release)
- Mandingo Massacre 2 (Jules Jordan Video)
- Nommés :
  - Allie Haze’S Been Blackmaled (Vivid Entertainment Group)
  - Black Anal Beauties 3 (Mike Adriano/Evil Angel)
  - Bomb Ass White Booty 17 (West Coast Productions)
  - The Brother Load 3 (Jules Jordan Video)
  - Daddy Knows Best (Sean Michaels/Buttman/Evil Angel)
  - Interracial Encounters (Adam & Eve Pictures)
  - Juicy Fat White Ass (B. Pumper/Freaky Empire)
  - Oiled Up 2 (Elegant Angel Productions)
  - Prince The Penetrator (Smash Pictures)
  - Round & Brown 24 (Reality Kings/Pulse)
  - School Of Black Cock (BurningAngel/Vouyer)
  - She Got Flava (Josh Stone/Pure Play)
  - Up That White Ass 3 (Elegant Angel Productions)
  - We Vowto Bang Black Beotches (Kelly Madison/Juicy)

#### Meilleure série «interracial» (Best Interracial Series)
- Mandingo Massacre (Jules Jordan Video)
- Nommés :
  - Black Kong Dong (White Ghetto Films)
  - Diesel Dongs (Bang Productions)
  - Gangbang Her Little White Thang! (Dog Fart)
  - Gangland (Devil’s Film)
  - I Was Tight Yesterday (Lethal Hardcore/Pulse)
  - My New Black Stepdaddy (Devil’s Film)
  - Round & Brown (Reality Kings/Pulse)
  - Thrilla In Vanilla (Blacks On Blondes)
  - White Chicks Gettin’ Black Balled (North Pole/Pure Play)

#### Meilleur film «MILF/Cougar» (Best MILF/Cougar Release)
- It’s A Mommy Thing! 6 (Elegant Angel Productions)
- Nommés :
  - Anal MotherFucker (Mike Adriano/Evil Angel)
  - Big Titty MILFS (Kelly Madison/Juicy)
  - Dirty Rotten Mother Fuckers 5 (Jules Jordan Video)
  - Mandingo: Hide Your Wives! (Jules Jordan Video)
  - MILF Hunter 24 (Reality Kings/Pulse)
  - MILF Kabob (Seymore Butts/Pure Play)
  - MILF Soup 18 (Bang Productions)
  - MILFS Like It Big 10 (Brazzers)
  - MILFS Seeking Boys (Reality Junkies/Mile High)
  - Mothers & Sons (Hard Candy/AEBN/Pulse)
  - My Friend's Hot Mom 30 (Naughty America/Pure Play)
  - Soccer Moms (Wicked Pictures)
  - Super Anal Cougars 2 (West Coast Productions)
  - White MILF Black Dick The Movie (Mike Hunt/Juicy)

#### Meilleure série «MILF/Cougar» (Best MILF/Cougar Series)
- MILFS Like It Big (Brazzers)
- Nommés :
  - Big Titty MILFS (Devil’s Film)
  - Cougar Tales (Pink Visual/Pulse)
  - MILF Hunter (Reality Kings/Pulse)
  - MILF Soup (Bang Productions)
  - MILFS Like It Black (Mofos/Brazzers)
  - Mommy Blows Best (Overboard/Pulse)
  - My First Sex Teacher (Naughty America/Pure Play)
  - My Friend'S Hot Mom (Naughty America/Pure Play)
  - Seduced By A Cougar (Naughty America/Pure Play)

#### Meilleur film «femme mure/jeune fille» (Best Older Woman/Younger Girl Release)
- Cheer Squad Sleepovers (Girlfriends Films)
- Nommés :
  - Couples Seduce Teens 21 (Pink Visual/Pulse)
  - Couples Seeking Teens 10 (Reality Junkies/Mile High)
  - A Father’s Lust (Hard Candy/AEBN/Pulse)
  - Finger Lickin Girlfriends 2 (Smash Pictures)
  - GirlS In White 2012 Part 1 (Girlfriends Films)
  - Kittens And Cougars 5 (Zero Tolerance Entertainment)
  - Lesbian Masseuse (Girl Candy/AEBN/Pulse)
  - Lesbian Storytime Theater (Girlfriends Films)
  - The MILF Masseuse (Filly/Combat Zone)
  - Mothers Teaching Daughters How To Suck Cock 12 (Devil’s Film)
  - My Daughter’s Boyfriend 6 (Sweet Sinner/Mile High)
  - Pin-Up GirlS 7 (Girlfriends Films)
  - Porn Fidelity Goes Hardcore 2 (Kelly Madison/Juicy)
  - Teach Me 2 (Elegant Angel Productions)

#### Meilleure film «jeunes filles» (Best Young Girl Release)
- Cuties 3 (Elegant Angel Productions)
- Nommés :
  - Babysitter Diaries 8 (Reality Junkies/Mile High)
  - Cheerleaders Gone Bad (Third Degree Films)
  - Corrupt Schoolgirls 2 (Reality Junkies/Mile High)
  - Father Figure 2 (Sweet Sinner/Mile High)
  - The Innocence Of Youth (Digital Sin)
  - Neighborhood Slut Watch (Jules Jordan Video)
  - Rocco’s Psycho Teens 2 (Rocco Siffredi/Evil Angel)
  - Slut Puppies 6 (Jules Jordan Video)
  - The Teachers Pet (Joey Silvera/Evil Angel)
  - Teen Sex Dolls (Skow Digital/Exile)
  - The Truth About Teens (Harmony Films)
  - Young & Glamorous 3 (Jules Jordan Video)
  - Young Harlots: Sex Athletics (Harmony Films)
  - Youth Going Wild (Live Gonzo/Jules Jordan)

#### Meilleure série «jeunes filles» (Best Young Girl Series)
- The Innocence Of Youth (New Sensations)
- Nommés :
  - Babysitter Diaries (Reality Junkies/Mile High)
  - Barely Legal (Hustler Video)
  - Boffing The Babysitter (Devil’s Film)
  - Dirty Little Schoolgirls Stories (New Sensations)
  - My Sister’s Hot Friend (Naughty America/Pure Play)
  - Naughty Bookworms (Naughty America/Pure Play)
  - Pure 18 (Reality Kings/Pulse)
  - Sex With The Legal Teen (Swank/Pure Play)
  - Spare The Rod (Innocent High/Pulse)
  - Teens Like It Big (Brazzers)
  - The Teachers Pet (Joey Silvera/Evil Angel)
  - Teenage Rampage (Porno Dan/Pure Play)
  - Too Big For Teens (Reality Junkies/Mile High)
  - Young Harlots (Harmony Films)

#### Meilleur film «amateurs» (Best Amateur Release)
- Dare Dorm 9 (RK Netmedia/Jules Jordan)
- Nommés :
  - 100% Pure Amateur Teens 14 (Platinum Media/Pulse)
  - Amateur Anal Attempts 32 (Homegrown/Pulse)
  - Amateur Cheerleaders (CreamHD/Pulse)
  - Amateur Night In The Neighborhood 3 (Platinum Media/Pulse)
  - Amateur Street Pickups (Reality Kings/Pulse)
  - Backyard Amateurs 31 (Homegrown/Pulse)
  - Busty Amateurs 3 (Shot At Home/Pulse)
  - College Rules 6 (Morally Corrupt/Jules Jordan)
  - Dancing Bear 4 (Morally Corrupt/Jules Jordan)
  - GF Revenge 4 (RK Netmedia/Jules Jordan)
  - Homemade Fresh Faces 2 (Homemade Media)
  - I Fucked My Girlfriend And Her BFF (Amateur XXX/Pulse)
  - Street Blowjobs 8 (Reality Kings/Pulse)
  - Submit Your Bitch 2 (Morally Corrupt/Jules Jordan)

#### Meilleure série «amateurs» (Best Amateur Series)
- College Rules (Morally Corrupt/Jules Jordan)
- Nommés :
  - 100% Pure Amateur Teens (Platinum Media/Pulse)
  - Amateur Anal Attempts (Homegrown/Pulse)
  - Backyard Amateurs (Homegroqn/Pulse)
  - College Nymphs (Amateur XXX/Pulse)
  - Dancing Bear (Morally Corrupt/Jules Jordan)
  - Dare Dorm (RK Netmedia/Jules Jordan)
  - Homemade Couples (Homemade Media)
  - Intimate Moments (Abbywinters.com/Wicked)
  - Monsters Of Jizz (Monsters Of Jizz/DreamGirlS)
  - Party Hardcore (Eromaxx/AVNS)
  - Real Adventures (DreamGirlS)
  - Shot At Home (Shot At Home/Pulse)
  - Street Blowjobs (Reality Kings/Pulse)
  - Submit Your Bitch (Morally Corrupt/Jules Jordan)

#### Meilleur film «pro-am» (Best Pro-Am Release)
- Brand New Faces 36: Natural Newbies Edition (Vivid Entertainment Group)
- Nommés :
  - Amateur Angels 23 (Fallen Angel/Adam & Eve)
  - Amateurs Raw 3 (Naughty America/Pure Play)
  - ATK Real Amateurs 3 (ATK/Kick Ass)
  - Beach Babe Amateurs (Digital Sin)
  - Breakin’ ‘Em In 17 (Vince Vouyer Unleashed/Jules Jordan)
  - First Time Auditions 21 (Reality Kings/Pulse)
  - FOB: Fresh Off The Bus (AMK Empire/Exile)
  - Fresh Booty 2 (Elegant Angel Productions)
  - Fuck A Fan 17 (Immoral/Pure Play)
  - It's My First Time (BurningAngel/Vouyer)
  - New Lil’ Freaks Get It Poppin’ 13 (B. Pumper/Freaky Empire)
  - New To The Game 8 (Diabolic Video Productions)
  - Real Naughty Couples 7 (Doghouse/Mile High)
  - South Beach Cruisin' 6 (Josh Stone/Pure Play)

#### Meilleure série «pro-am» (Best Pro-Am Series)
- Brand New Faces (Vivid Entertainment Group)
- Nommés :
  - Amateur Angels (Fallen Angel/Adam & Eve)
  - ATK Petites (ATK/Kick Ass)
  - Breakin’ ‘Em In (Vince Vouyer Unleashed/Jules Jordan)
  - Fuck A Fan (Immoral Productions)
  - Hustler's Amateur Action (Hustler Video)
  - I Know That Girl (Mofos/Brazzers)
  - New Girl In Town (Porno Dan/Pure Play)
  - Pumper’s New Jump Offs (B. Pumper/Freaky Empire)
  - Real Slut Party (Mofos/Brazzers)

#### Meilleur film centré sur une star (Best Star Showcase)
- Asa Akira To The Limit (Jules Jordan Video)
- Nommés :
  - Alexis Ford Darkside (Jules Jordan Video)
  - Bobbi Loves Boys (Bobbi Starr/Evil Angel)
  - Chanel Preston: No Limits (Zero Tolerance Entertainment)
  - Dani Daniels Dare (Elegant Angel Productions)
  - Jada Stevens Is Buttwoman (Elegant Angel Productions)
  - The Insatiable Miss Saint (Jules Jordan Video)
  - Jessie Rogers: Unbreakable (Wicked Pictures)
  - Kristina Rose: Unfiltered (Belladonna/Evil Angel)
  - Lexi (Elegant Angel Productions)
  - Lily Carter Is Irresistible (Elegant Angel Productions)
  - Lisa Ann: Fantasy Girl (Live Gonzo/Jules Jordan)
  - Meet Bonnie (Digital Sin)
  - Remy (Elegant Angel Productions)
  - Ultimate Fuck Toy: Riley Reid (Jules Jordan Video)

#### Meilleure sex-tape de célébrité (Best Celebrity Sex Tape)
- Octomom Home Alone (DD Entertainment/Wicked)
- Nommés :
  - Lola Bell Caught On Tape (Red Light District/Pulse)
  - Michelle Bombshell Caught On Tape (Red Light District/Pulse)
  - Phil Varone’s Swinging American Style: Texas F*CK 'Em (Vivid Entertainment Group)
  - Phil Varone’s Swinging American Style: Vegas Or Bust! (Vivid Entertainment Group)

#### Meilleur film en 3D (Best 3D Release)
- Jailhouse Heat 3D (Digital Playground)
- Nommés :
  - Cathouse ‘45 (Pink’O/Sins Factory/Vivid)
  - Superheroine 3D (Extreme ComiXXX/Exquisite)
  - This Ain’t Avatar 2 XXX 3D: Escape From Pandwhora (Hustler Video)
  - This Ain’t Jaws XXX 3D (Hustler/Adam & Eve)
  - This Ain’t The Expendables XXX 3D (Hustler Video)
  - This Ain’t The Smurfs XXX 3D (Hustler Video)

#### Meilleur film classique (Best Classic Release)
- Buttwoman II: Behind Bars (Bruce Seven/Evil Angel)
- Nommés :
  - Club Exotica 2 (Western Visuals)
  - Do It In The Road (Las Vegas Video)
  - Dirty Angel (Western Visuals)
  - Ghostlusters (Bruce Seven/Evil Angel)
  - Living Doll (Western Visuals)
  - Naked Came The Stranger (Video-X-Pix/Distribpix)

#### Meilleur film éducatif (Best Educational Release)
- Belladonna’s How To: “Fuck!” (Belladonna/Evil Angel)
- Nommés :
  - Adam & Eve’s Guide To The Kama Sutra (Adam & Eve Pictures)
  - Dr. Ava's Guide To Anal Sex For Women (Zero Tolerance Entertainment)
  - Dr. Ava's Guide To Oral Sex For Couples (Zero Tolerance Entertainment)
  - How To Be A Better Lover: Bedroom Basics (Wicked Pictures)
  - Jessica Drake’S Guide To Wicked Sex: Female Masturbation (Wicked Pictures)
  - Jessica Drake’S Guide To Wicked Sex: The G-Spot And Female Ejaculation (Wicked Pictures)
  - Jessica Drake’S Guide To Wicked Sex: Threesomes – Every Man’s Fantasy (Wicked Pictures)
  - Sexing The Transman XXX 2 (Buck Angel/Blue Coyote)
  - Tristan Taormino's Expert Guide To Pegging (Vivid Ed)

#### Meilleure série continue (Best Continuing Series)
- Slutty & Sluttier (Manuel Ferrara/Evil Angel)
- Nommés :
  - Bad GirlS (Digital Playground)
  - Doctor Adventures (Brazzers)
  - Filthy Family (Reality Junkies/Mile High)
  - Gangbanged (Elegant Angel Productions)
  - Jerkoff Material (Mike John/Jules Jordan)
  - North Pole (North Pole/Pure Play)
  - Oil Overload (Jules Jordan Video)
  - Pornstars Like It Big (Brazzers)
  - Pornstars Punishment (Brazzers)
  - Raw (Manuel Ferrara/Evil Angel)
  - Real Wife Stories (Brazzers)
  - Sport Fucking (Erik Everhard/Jules Jordan)
  - US Sluts (Cruel Media/Jules Jordan)
  - Wheel Of Debauchery (Immoral/Pure Play)

#### Meilleure série continue étrangère (Best Foreign Continuing Series)
- Art of Penetration (Magik View/Private/Pure Play)
- Nommés :
  - Angel Perverse (Clark Euro/Evil Angel)
  - Bachelor Party Orgy (Doghouse/Mile High)
  - Bedroom Sex Feats Revealed (Erotic Planet USA/Pure Play)
  - Magic Island Series (Magik View/Private/Pure Play)
  - Myth, Magic & Mystery (Swank/Pure Play)
  - Nymphomaniac (Harmony Films)
  - PornoChic (Marc Dorcel/Wicked)
  - Russian Institute (Marc Dorcel/Wicked)
  - Sweethearts From Europe (My Sexy Kittens/Pure Play)
  - Swinger’s Club Prive (Magik View/Private/Pure Play)
  - Swingers Orgies (Doghouse/Mile High)

#### Meilleure nouvelle série (Best New Series)
- Ultimate Fuck Toy (Jules Jordan Video)
- Nommés :
  - Ass Factor (The Ass Factory/Jules Jordan)
  - Bang Bros Tryouts (Bang Productions)
  - BrazzersWorldwide: Budapest (Brazzers)
  - Corrupt Schoolgirls (Reality Junkies/Mile High)
  - Femdom Fatale (Julie Simone/Pure Play)
  - Fuck 'Em Slutty (Kelly Madison/Juicy)
  - Gasp, Gag And Gape (Léwood/Buttman/Evil Angel)
  - Home Wrecker (Digital Playground)
  - The Innocence Of Youth (Digital Sin)
  - Me and My Girlfriend (Girlfriends Films)
  - Nacho Vidal: The Sexual Messiah (Joey Silvera/Evil Angel)
  - No Limits (Zero Tolerance Entertainment)
  - Swinging American Style (Vivid Entertainment Group)
  - Tonight’s Girlfriend (Naughty America/Pure Play)

#### Meilleure nouvelle ligne (Best New Line)
- Hard Candy Films/Girl Candy Films/Transromantic (AEBN)
- Nommés :
  - Addicted 2 Girls (Zero Tolerance Entertainment)
  - AMK Empire (ATKingdom)
  - Live Gonzo (Cruel Media/Jules Jordan)
  - Love’s Kitty (Evasive Angels Entertainment)
  - New Sensations Couples/Swingers (New Sensations)
  - Porn Pros (Fuck You Cash)
  - Porno Dan Presents (Immoral Productions)
  - Pornstar Empire (PUBA)
  - Sinister ComiXXX (Sinister X Syndicate)

### Prix décernés aux scènes

#### Meilleure scène desexe entre deux filles(Best Girl/Girl Sex Scene)
- Dani Daniels Dare (Elegant Angel Productions) – Dani Daniels et Sinn Sage
- Nommés :
  - An American Werewolf In London XXX Porn Parody (Smash Pictures) – Brett Rossi et Riley Jensen
  - Belladonna: Fetish Fanatic 10 (Belladonna/Evil Angel) – Chastity Lynn et Dana DeArmond
  - Interracial Lesbian Romance (West Coast Productions) – Lily Carter et Skin Diamond
  - Kristina Rose: Unfiltered (Belladonna/Evil Angel) – Kristina Rose et Belladonna
  - Lesbian Sex 9 (Girlfriends Films) – India Summer et Prinzzess
  - Lesbian Workout (Elegant Angel Productions) – Sunny Leone et Daisy Marie
  - Lush 2 (Club 59/Elegant Angel) – Jessie Andrews et Taylor Vixen
  - Me and My Girlfriend (Girlfriends Films) – Jelena Jensen et Ryan Keely
  - Nice Shoes, Wanna Fuck? (Electric/Hustler) – Brett Rossi et Celeste Star
  - Poor Little Shyla 2 (GirlFriends Films) – Shyla Jennings et Sensi Pearl
  - Remy (Elegant Angel Productions) – Remy LaCroix et Lexi Belle
  - Star Wars XXX: A Porn Parody (Axel Braun/Vivid) – Aiden Ashley et Kimberly Kane
  - Vicarious (Bobbi Starr/Evil Angel) – Bobbi Starr et Lexi Belle
  - Wasteland (Elegant Angel Productions) – Lily LaBeau et Lily Carter [Scène 1]

#### Meilleur scène de sexe entre filles de groupe (Best All-Girl Group Sex Scene)
- Brooklyn Lee: Nymphomaniac (Harmony Films) – Brooklyn Lee, Ruth Medina et Samantha Bentley
- Nommées :
  - Allie Haze: True Sex (Vivid Entertainment Group) – Allie Haze, Lexi Belle et Ella Milano
  - Asian Anal Assassins (Wicked Pictures) – Kaylani Lei, Asa Akira, Katsuni, Mia Lelani et Miko Lee
  - Birds Of Prey XXX: A Sinister ComiXXX Parody (Sinister ComiXXX/Pure Play) – Gracie Glam, Kagney Linn Karter et Brooklyn Lee
  - Buffy The Vampire Slayer XXX: A Parody (Adam & Eve Pictures) – Ash Hollywood, Amber Rayne et April O’Neil
  - D3viance (Rock Star/SkinWORXXX/Adam & Eve) – Alexis Texas, Lexi Belle, Teagan Presley et Eva Angelina
  - Girl Train 2 (Belladonna/Evil Angel) – Dana DeArmond, Lia Lor et Sinn Sage
  - Girlfriends 4 (Third Degree Films) – Alanah Rae, Andy San Dimas, Asa Akira et Katsuni
  - Meet Bonnie (Digital Sin) – Bonnie Rotten, Asphyxia Noir et Skin Diamond
  - Meow! 2 (Jennaration X/Jules Jordan) – Kristina Rose, Valerie Kay et Heather Starlet
  - Mind Fuck (Harmony Films) – Skin Diamond, Adrianna Luna et Celeste Star
  - Please Make Me Lesbian! 7 (Girlfriends Films)) – Prinzzess, Lily Carter, Bree Daniels et Zoey Holloway
  - Revenge Of The Petites (AMKingdom/Exile) – Ashley Jane, Leilani Leeane et Riley Reid
  - Tomb Raider XXX: An Exquisite Films Parody (Paradox/Exquisite) – Chanel Preston, Gracie Glam et Dani Daniels
  - Training Day: A Pleasure Dynasty Parody (Blue Ribbon/Pleasure Dynasty/Exile) – Nyomi Banxxx, Chanel Preston et Yurizan Beltran

#### Meilleure scène desexe anal(Best Anal Sex Scene)
- Oil Overload 7 (Jules Jordan Video) – Brooklyn Lee et Manuel Ferrara
- Nommés :
  - Alexis Ford Darkside (Jules Jordan Video) – Alexis Ford et Lexington Steele
  - Best New Starlets 2012 (Elegant Angel Productions) – Lily Carter et Mick Blue
  - Big Wet Asses 20 (Elegant Angel Productions) – Jada Stevens et Mick Blue
  - Big Wet Asses 21 (Elegant Angel Productions) – Charley Chase et Manuel Ferrara
  - Big Wet Butts 6 (Brazzers) – Franceska Jaimes et Manuel Ferrara
  - Kristina Rose: Unfiltered (Belladonna/Evil Angel) – Kristina Rose et Michael Stefano
  - Lexi (Elegant Angel Productions) – Lexi Belle et James Deen
  - Nacho Vidal: The Sexual Messiah (Joey Silvera/Evil Angel) – Skin Diamond et Nacho Vidal
  - Nacho Vidal: The Sexuel Messiah 2 (Joey Silvera/Evil Angel) – Chanel Preston et Nacho Vidal
  - Oil Overload 7 (Jules Jordan Video) – Veronica Avluv et Manuel Ferrara
  - Prince The Penetrator (Smash Pictures) – Kagney Linn Karter et Prince Yahshua
  - Real Wife Stories Presents Asa Akira – Say Hi To Your Husband For Me (Brazzers) – Asa Akira et Keiran Lee
  - SlutSlutty N’ Sluttier 15 (Manuel Ferrara/Evil Angel) – Bobbi Starr et Toni Ribas
  - Star Wars XXX: A Porn Parody (Axel Braun/Vivid) – Jennifer White et Tom Byron

#### Meilleure scène de sexe homme/femme (Best Boy/Girl Sex Scene)
- Alexis Ford Darkside (Jules Jordan Video) – Alexis Ford et Nacho Vidal
- Nommés :
  - The Con Job (Digital Playground) – Kayden Kross et James Deen
  - D3viance (Rock Star/SkinWorXXX/Adam & Eve) – Alexis Texas et Michael Stefano
  - Dani Daniels Dare (Elegant Angel Productions) – Dani Daniels et Erik Everhard
  - The Dark Knight XXX: A Porn Parody (VividXXXSuperheroes) – Aiden Ashley et Giovanni Francesco
  - The Insatiable Miss Saint (Jules Jordan Video) – Samantha Saint et Voodoo
  - Massive Asses 6 (Elegant Angel Productions) – Allie Haze et Lexington Steele
  - Nerdy GirlS (Elegant Angel Productions) – Karlie Montana et Manuel Ferrara
  - Performers Of The Year 2012 (Elegant Angel Productions) – Lexi Belle et Michael Stefano
  - Sport Fucking 9 (Erik Everhard/Jules Jordan) – Lily Carter et Erik Everhard
  - Torn (New Sensations Couples) – Remy LaCroix et Steven St. Croix
  - Ultimate Fuck Toy: Riley Reid (Jules Jordan Video) – Riley Reid et Voodoo
  - US Sluts 3 (Cruel Media/Jules Jordan) – Gracie Glam et Manuel Ferrara
  - The Valley (Zero Tolerance Entertainment) – Chanel Preston et Tommy Pistol
  - Young & Glamorous 3 (Jules Jordan Video) – Maddy O'Reilly et Manuel Ferrara

#### Meilleure scène de double pénétration (Best Double-Penetration Scene)
- Asa Akira Is Insatiable 3 (Elegant Angel Productions) – Asa Akira, Ramon Nomar et Mick Blue
- Nommés :
  - Alexis Ford Darkside (Jules Jordan Video) – Alexis Ford, Voodoo et Chris Strokes
  - Anal Boot Camp (Jules Jordan Video) – Lisa Ann, Steve Holmes, Chris Strokes et Mark Wood
  - Anal Invitation (Live Gonzo/Jules Jordan) – Tory Lane, Steve Holmes et Mr. Pete
  - Ass Factor 2 (The Ass Factory/Jules Jordan) – Chastity Lynn, Mark Wood et Toni Ribas
  - Big Ass Anal Wreckage (West Coast Productions) – Ashli Orion, Nat Turnher et Wesley Pipes
  - Chanel Preston: No Limits (Zero Tolerance Entertainment) – Chanel Preston, Alex Gonz et Billy Glide
  - DP Fanatic (Elegant Angel Productions) – Jada Stevens, Mick Blue et Erik Everhard
  - Elastic Assholes 10 (Mike John/Jules Jordan) – Sarah Shevon, Sean Michaels et D. Snoop
  - Evalutionary 2 (Elegant Angel Productions) – Eva Angelina, James Deen et Mr. Pete
  - Fuckenstein (BurningAngel/Vouyer) – Joanna Angel, James Deen et Ramon Nomar
  - Lily Carter Is Irresistible (Elegant Angel Productions) – Lily Carter, Ramon Nomar et Mick Blue
  - Oil Overload 7 (Jules Jordan Video) – Krissy Lynn, Mr. Pete et Toni Ribas
  - Remy (Elegant Angel Productions) – Remy LaCroix, Ramon Nomar et Erik Everhard
  - Sexual Tension Raw And Uncut (Pornstar Empire/Exile) – London Keyes, Nacho Vidal et Toni Ribas

#### Meilleure scène de sexe de groupe (Best Group Sex Scene)
- Asa Akira Is Insatiable 3 (Elegant Angel Productions) – Asa Akira, Erik Everhard, Ramon Nomar et Mick Blue
- Nommés :
  - Allie Haze: True Sex (Vivid Entertainment Group) – Allie Haze, Evan Stone, Barry Scott, Jerry et Marco Banderas
  - Big Tits At Work 14 (Brazzers) – Vanilla Deville, Francesca Lé, Ava Addams, Veronica Avluv et Keiran Lee
  - Bobbi Loves Boys (Bobbi Starr/Evil Angel) – Bobbi Starr, Mr. Pete, Mark Wood, Jon Jon et Tommy Pistol
  - Chanel Preston: No Limits (Zero Tolerance Entertainment) – Chanel Preston, Alex Gonz, Billy Glide, Danny Wylde, Marco Banderas et Will Powers
  - Gangbanged 3 (Elegant Angel Productions) – Kagney Linn Karter, Alex Gonz, Danny Mountain, Jon Jon, John Strong, Karlo Karrera, Ramon Nomar et Broc Adams
  - Gangbanged 4 (Elegant Angel Productions) – Holly Michaels, James Deen, Karlo Karrera, Mr. Pete, John Strong et Julius Ceazher
  - The Initiation Of Anissa Kate (Harmony Films) – Anissa Kate, Prince Yahshua, Marco Banderas et Tony Desergio
  - Joanna Angel: Filthy Whore (BurningAngel/Vouyer) – Joanna Angel, James Deen, Wolf Hudson, Mark Wood, Mr. Pete, Mick Blue, John Strong, Dane Cross et Chad Alva
  - Kristina Rose: Unfiltered (Belladonna/Evil Angel) – Kristina Rose, Alex Gonz, Nat Turnher et Jon Jon
  - Nurses 2 (Digital Playground) – Jesse Jane, Riley Steele, Kayden Kross, Selena Rose et Manuel Ferrara
  - Official The Hangover Parody (Zero Tolerance/Adam & Eve) – Mika Tan, Skin Diamond, Brooklyn Lee, Misty Stone, James Deen, Dane Cross et Alex Gonz
  - Star Wars XXX: A Porn Parody (Axel Braun/Vivid) – Gia Dimarco, Rihanna Rimes, Danny Wylde et Derrick Pierce
  - Voracious: The First Season (John Stagliano/Evil Angel) – Brooklyn Lee, Sandra Romain, Ian Scott et David Perry
  - Wasteland (Elegant Angel Productions) – Lily Carter, Lily LaBeau, Mick Blue, David Perry, Ramon Nomar et Toni Ribas

#### Meilleure scène desexe oral(Best Oral Sex Scene)
- Massive Facials 4 (Elegant Angel Productions) – Lexi Belle
- Nommés :
  - Alexis Ford Darkside (Jules Jordan Video) – Alexis Ford
  - Filthy Cocksucking Auditions (Mike Adriano/Evil Angel) – Jessie Andrews et Cassandra Nix
  - The Insatiable Miss Saint (Jules Jordan Video) – Samantha Saint
  - Let Me Suck You 3 (Elegant Angel Productions) – Heather Starlet
  - Let Me Suck You 3 (Elegant Angel Productions) – Sarah Shevon
  - Massive Facials 5 (Elegant Angel Productions) – Ashlynn Leigh
  - Massive Facials 5 (Elegant Angel Productions) – Remy LaCroix
  - Rack City XXX (Tyga/Hush Hush) – Havana Ginger et Ice La Fox
  - Spit (Bobbi Starr/Evil Angel) – Bobbi Starr
  - Spit (Bobbi Starr/Evil Angel) – Kristina Rose
  - Star Wars XXX: A Porn Parody (Axel Braun/Vivid) – Allie Haze
  - This Ain’t The Expendables XXX 3D (Hustler Video) – Kimberly Kane
  - The Valley (Zero Tolerance Entertainment) – Katie St. Ives
  - Wasteland (Elegant Angel Productions) – Lily LaBeau et Lily Carter

#### Meilleure scène «POV» (Best POV Sex Scene)
- Asa Akira To The Limit (Jules Jordan Video) – Asa Akira et Jules Jordan
- Nommés :
  - Alexis Ford Darkside (Jules Jordan Video) – Alexis Ford et Jules Jordan
  - Barely Legal POV 11 (Hustler Video) – Lizz Tayler et Eric John
  - Eye Fucked Them All (Jules Jordan Video) – Anikka Albrite et Erik Everhard
  - Jack's POV 19 (Digital Playground) – Charley Chase et Mick Blue
  - Jules Jordan: The Lost Tapes 2 – POV Edition (Jules Jordan Video) – Amy Reid et Jules Jordan
  - PerryVision 2 (David Perry/Evil Angel) – Brooklyn Lee et David Perry
  - P.O.V. 40 (North Pole/Pure Play) – Madison Ivy et Peter North
  - POV Junkie 5 (Vince Vouyer Unleashed/Jules Jordan) – Leilani Leeane et Vince Vouyer
  - POV Pervert 15 (Mike John/Jules Jordan) – RayVeness et Mike John
  - P.O.V. PUNX 6: The Anal Edition (BurningAngel/Vouyer) – Sparky Sin Claire et James Deen
  - Sport Fucking 10 (Erik Everhard/Jules Jordan) – Kendall Karson et Erik Everhard
  - SuperHeroine 3D (Extreme ComiIXXX/Exquisite) – Lexi Belle et Tom Byron
  - TanLines (Kevin Moore/Buttman/Evil Angel) – Jada Stevens et Kevin Moore
  - Ultimate Fuck Toy: Riley Reid (Jules Jordan Video) – Riley Reid, Lily Carter et Jules Jordan

#### Meilleure scène de sexe dans une production étrangère (Best Sex Scene in a Foreign-Shot Production)
- Aliz Loves Rocco (Rocco Siffredi/Evil Angel) – Bibi Noel, Mira et Rocco Siffredi
- Nommés :
  - BrazzersWorldwide: Budapest (Brazzers) – Cindy Hope, Jessie Volt, Candy Alexa, Abbie Cat, Barbie White, Aliz, Bibi Noel, Jessica, Bellina, Victoria Tiffani, Keiran Lee et Scott Nails
  - Brooklyn Lee: Nymphomaniac (Harmony Films) – Brooklyn Lee, Loulou et Danny D
  - Den Of Depravity (Harmony Films) – Anissa Kate, Ian Scott et Omar
  - Fucking Tour (Nacho Vidal/Evil Angel) – Franceska Jaimes et Nacho Vidal [Scène 2]
  - In Anal Sluts We Trust 4 (Cruel Media/Jules Jordan) – Lea Lexis, Nick Lang et Mugur
  - Inglorious Bitches (Marc Dorcel/Wicked) – Aleska Diamond, Anastasia Devine, Anna Polina, Cindy Dollar, Defrancesca Gallardo, Katy, Nataly, Jenna Lovely, Lucy Bell, Niki Sweet, Silvie De Lux, Suzie Carina, Valleria, Pavel Matous, George Uhl, Marcio Gonzales, Leny Ewil, Steve Q. et JJ
  - J’Adore (Daring Media Group) – Lucie Love et Kai Taylor
  - The Journalist (Marc Dorcel/Wicked) – Orgie finale
  - Man Trap: Apply Within (Joy Bear/Wicked) – Paige Ashley, Lexi Ward et Kai Taylor
  - Pornochic 23: Claire Castel (Marc Dorcel/Wicked) – Scène de groupe avec Claire Castel
  - A Ship E-Rect (Magik View/Private/Pure Play) – Melanie Memphis, Aliz, JJ, Neeo, Mr. Pete, Ian Scott et Mick Blue
  - Stilettos (Daring Media Group) – Holly D. et Pascal White
  - Swinger’s Club Prive 2: Cum And Party (Magik View/Private/Pure Play) – Aliz, JJ et Leny Ewil
  - Young Harlots: Highland Fling (Harmony Films) – Franki, Danny D, George Uhl et Iain Tate

#### Meilleure scène desexe en solitaire(Best Solo Sex Scene)
- Joanna Angel: Filthy Whore (BurningAngel/Vouyer) – Joanna Angel [Scène 1]
- Nommés :
  - Alone And Lustful (Abbywinters.com/Wicked) – Sloan
  - All Natural Glamour Solos 2 (Girlfriend Films) – Dani Daniels
  - Asphyxia Heels The World (BurningAngel/Vouyer) – Asphyxia Noir
  - Dirty Little Secrets (Wicked Pictures) – Vanessa Veracruz
  - I Love Big Toys 35 (Digital Sin) – Katie St. Ives
  - Men In Black: A Hardcore Parody (Wicked Pictures) – Misty Stone
  - Nacho VS. Franceska Jaimes (Nacho Vidal/Evil Angel) – Franceska Jaimes
  - Official The Hangover Parody (Zero Tolerance/Adam & Eve) – Tori Black
  - Revenge Of The Petites (AMKingdom/Exile) – Marie McCray
  - Sexual Tension Raw And Uncut (Pornstar Empire/Exile) – Asa Akira
  - Sunny Leone: Goddess (SunLust/Vivid) – Sunny Leone [Scène 2]

#### Meilleure scène de sexe homme/homme/femme (Best Three-Way Sex Scene - Boy/Boy/Girl)
- Lexi (Elegant Angel Productions) – Lexi Belle, Ramon Nomar et Mick Blue
- Nommés :
  - Allie Haze's Been Blackmaled (Vivid Entertainment Group) – Allie Haze, Jon Jon et Julius Ceazher
  - Anal Fanatic 3 (Elegant Angel Productions) – Gia DiMarco, James Deen et Mick Blue
  - Dani Daniels Dare (Elegant Angel Productions) – Dani Daniels, Mick Blue et James Deen
  - Dark & Dirty (Vivid Entertainment Group) – Zoe Voss, Barry Scott et Toni Ribas
  - Flesh Hunter 11 (Jules Jordan Video) – Nikki Delano, Chris Strokes et Jordan Ash
  - The Insatiable Miss Saint (Jules Jordan Video) – Samantha Saint, James Deen et Voodoo
  - Lily Carter Is Irresistible (Elegant Angel Productions) – Lily Carter, Prince Yahshua et Jon Jon
  - School Of Black Cock (BurningAngel/Vouyer) – Indigo Augustine, Sean Michaels et Tee Reel
  - Slut Puppies 6 (Jules Jordan Video) – Ash Hollywood, Chris Strokes et Jules Jordan
  - Soccer Moms (Wicked Pictures) – India Summer, Tyler Nixon et Logan Pierce
  - Spin Class Ass (Wicked Pictures) – Gracie Glam, Brad Tyler et Ramon Nomar
  - The Valley (Zero Tolerance Entertainment) – Chastity Lynn, James Deen et Anthony Rosano
  - Tomb Raider XXX: AN Exquisite Films Parody (Paradox/Exquisite) – Kagney Linn Karter, Evan Stone et Danny Mountain
  - Ultimate Fuck Toy: Abella Anderson (Jules Jordan Video) – Abella Anderson, Chris Strokes et Voodoo

#### Meilleure scène de sexe femme/femme/homme (Best Three-Way Sex Scene - Girl/Girl/Boy)
- Asa Akira Is Insatiable 3 (Elegant Angel Productions) – Asa Akira, Brooklyn Lee et James Deen
- Nommés :
  - Anal Boot Camp (Jules Jordan Video) – Tory Lane, Amy Brooke et Nacho Vidal
  - Back 2 USA (Nacho Vidal/Evil Angel) – Dana DeArmond, Franceska Jaimes et Nacho Vidal
  - Brazzers Presents: The Parodies 2 (Brazzers) – Gracie Glam, Lexi Belle et Johnny Sins
  - Cumgasm (Kelly Madison/Juicy) – Kelly Madison, Bree Olson et Ryan Madison
  - Dani Daniels Dare (Elegant Angel Productions) – Dani Daniels, Karlie Montana et Manuel Ferrara
  - The Dark Knight XXX: A Porn Parody (VividXXXSuperheroes) – Aiden Ashley, Andy San Dimas et Derrick Pierce
  - Evalutionary 2 (Elegant Angel Productions) – Eva Angelina, Lily Carter et Mick Blue
  - Evil Anal 16 (Manuel Ferrara/Evil Angel) – Chanel Preston, Phoenix Marie et Manuel Ferrara
  - Farm GirlS Gone Bad (Wicked Pictures) – Jennifer White, Giselle Leon et Mick Blue
  - It's Her Fantasy (Pink Visual/Pulse) – Karina White, Molly Bennett et Chris Strokes
  - Jada Stevens Is Buttwoman (Elegant Angel Productions) – Jada Stevens, Anikka Albrite et Erik Everhard
  - Joanna Angel: Filthy Whore (Burning Angel/Vouyer) – Joanna Angel, Skin Diamond et Ramon Nomar
  - Mothers & Daughters (Digital Playground) – Selena Rose, Vicki Chase et Ben English
  - Voracious: The First Season (John Stagliano/Evil Angel) – Lea Lexis, Brooklyn Lee et Manuel Ferrara

#### Scène de sexe la plus scandaleuse (Most Outrageous Sex Scene)
- Voracious: The First Season (John Stagliano/Evil Angel) – Brooklyn Lee et Rocco Siffredi dans Clothespin-Head
- Nommés :
  - The Addams Family XXX (Sweet Mess/Exquisite) – Nina Hartley et Dick Chibbles dans Grandmama Gobbles Lurch’s Log
  - Anal Acrobats 7 (Jay Sin/Evil Angel) – HotKinkyJo dans The Incredible No-Insides Woman
  - Anal Acrobats 7 (Jay Sin/Evil Angel) – Proxy Paige et Roxy Raye dans My Rosebud Has Bloomed
  - Anal Attack 12 (Cruel Media/Evil Angel) – Gia Orgy, Lauro Giotto et Reinhardt dans Drilling For Butt Oil
  - Anal Buffet 7 (Jay Sin/Evil Angel) – Kara Price et Skylar Price dans Batter My Asshole
  - Asa Akira To The Limit (Jules Jordan Video) – Asa Akira et Steve Holmes dans I Feel Pretty
  - Big Titty MILFS (Kelly Madison/Juicy) – Kelly Madison et Brandi Love dans Cumsicle For Two
  - Cheap TriXXX (Vivid Entertainment Group) – Lacey Love, Lyndsey Love, Tati Russo, Tayor Russo, Mr. Pete et Barry Scott dans Double Double With Extra Skeeze
  - Chyna Is Queen Of The Ring (Vivid Entertainment Group) – Chyna, Anthony Hardwood, Cyrus King, Justin Magnum, Marco Banderas, Ralph Long, Sledge Hammer, T.J. Cummings et Tommy Pistol dans Summer Slam 69
  - Men In Black: A Hardcore Parody (Wicked Pictures) – Nicole Aniston, Mia Lelani et Brad Armstrong dans Bug Love
  - Mork & Mindy: A Dreamzone Parody (Dreamzone/Vantage) – Nicki Blue et Evan Stone dans So That’s How They Do It On Ork
  - Nacho Invades America 2 (Jules Jordan Video) – Andy San Dimas et Nacho Vidal dans Trash Humping
  - Star Wars XXX: A Porn Parody (Axel Braun/Vivid) – Brandy Aniston, Eve Laurence et Dick Chibbles dans Wookie Nookie
  - The Truth About O (Adam & Eve Pictures) – Bobbi Starr, Asa Akira et James Deen dans Hang In There, Champ!

#### Meilleure scène de sexe «transsexuels» (Best Transsexual Sex Scene)
- American Tranny 2 (Reality Junkies/Mile High) – Foxxy et Christian XXX
- Nommés :
  - American She-Male X 2 (Joey Silvera/Evil Angel) – Annalise Rose, Venus Lux et Christian XXX
  - America’s Next Top Tranny 14 (Goodfellas/Devil’S) – Jessica Foxx et Jay Ashley
  - Bang My Tranny Ass 10 (Mancini/Exquisite) – Wendy Summers et Sadie Hawkins
  - Forbidden Lovers (Transromantic/AEBN/Pulse) – Sarina Valentina et Robert Axel
  - Pin-Up T-Girls 2 (SMC/Pulse) – Jonelle Brooks et Wolf Hudson
  - Rogue Adventures 37 (Joey Silvera/Evil Angel) – Britanny St. Jordan et Amy Daly
  - Rogue Adventures 37 (Joey Silvera/Evil Angel) – Vaniity et Diezel
  - Sexing The Transman XXX 2 (Buck Angel/Blue Coyote) – Wendy Williams et Buck Angel
  - She-Male Strokers 50 (Mancini/Exquisite) – Tiffany Starr
  - She-Male Strokers 51 (Mancini/Exquisite) – Delia Delions
  - TGirl Adventures 9 (Ultimate TGirl/Exquisite) – Eva Lin et Christian XXX
  - Transsexual Babysitters 17 (Devil’S Film) – Celeste et Wolf Hudson
  - TS Playground (Jay Sin/Evil Angel) – Adrianna Nicole, Foxxy, Kimber James, Mandy Mitchell et Christian XXX
  - TS Playground (Jay Sin/Evil Angel) – Eva Lin et Dani Daniels

### Récompenses techniques

#### Meilleure direction artistique (Best Art Direction)
- Star Wars XXX: A Porn Parody (Axel Braun/Vivid)
- Nommés :
  - The Addams Family XXX (Sweet Mess/Exquisite)
  - Craving 2 (Wicked Pictures)
  - The Dark Knight XXX: A Porn Parody (VividXXXSuperheroes)
  - The Four (Ninn Worx/Adam & Eve)
  - Fuckenstein (BurningAngel/Vouyer)
  - Inglorious Bitches (Marc Dorcel/Wicked)
  - Iron Man XXX: An Extreme ComiXXX Parody (Extreme ComiXXX/Exquisite)
  - Men In Black: A Hardcore Parody (Wicked Pictures)
  - Mork & Mindy: A Dreamzone Parody (Dreamzone/Vantage)
  - Rubber Bordello (Snakeoil/Bon-Vue/Juicy)
  - Spartacus MMXII: The Beginning (London Gunn/Miko Lee/Wicked)
  - This Ain’t Avatar 2 XXX 3D: Escape From Pandwhora (Hustler Video)
  - Voracious: The First Season (John Stagliano/Evil Angel)
  - Zorro XXX: A Pleasure Dynasty Parody (Jama/Pleasure Dynasty/Exile)

#### Meilleure photographie (Best Cinematography)
- Wasteland (Elegant Angel Productions) – Alex Ladd, Carlos D. et Mason
- Nommés :
  - Blow (Wicked Pictures) – Jake Jacobs
  - The Four (Ninn Worx/Adam & Eve) – Barry Wood et Chris Hall
  - Godfather: A Dreamzone Parody (Dreamzone/Vantage) – Paul Woodcrest
  - The Graduate XXX: A Paul Thomas Parody (Paul Thomas/Exile) – Ralph Parfait
  - Inglorious Bitches (Marc Dorcel/Wicked) – Arie Van Dam
  - Official The Hangover Parody (Zero Tolerance/Adam & Eve) – Mike Quasar
  - Revenge Of The Petites (AMKingdom/Exile) – Jinish Shah
  - Spartacus MMXII: The Beginning (London Gunn/Miko Lee/Wicked) – Francois Clousot
  - Star Wars XXX: A Porn Parody (Axel Braun/Vivid) – Nic Danger, Axel Braun et Eli Cross
  - Stilettos (Daring Media GROUP) – Kendo et Cymballs
  - The Valley (Zero Tolerance Entertainment) – David Lord et Paul Woodcrest
  - This Ain’t Avatar 2 XXX 3D: Escape From Pandwhora (Hustler Video) – Axel Braun et Eli Cross
  - Torn (New Sensations Couples) – Eddie Powell et Paul Woodcrest
  - Voracious: The First Season (John Stagliano/Evil Angel) – John Stagliano

#### Meilleur scénario (Best Screenplay)
- Wasteland (Elegant Angel Productions) – Graham Travis
- Nommés :
  - Asphyxia Heels The World (BurningAngel/Vouyer Media) – Joanna Angel
  - Blow (Wicked Pictures) – Stormy Daniels
  - Busty Invaders From Mars (Wicked Pictures) – Jonathan Morgan
  - Cafe Amore (Adam & Eve Pictures) – Dutch Harbor, B Ruth et Lee Roy Myers
  - The Four (Ninn Worx/Adam & Eve) – Sherry Ziegelmeyer
  - How To Make A Cheap Porno (Third Degree Films) – Mike Quasar
  - In Her Head (Vivid Entertainment Group) – David Stanley
  - A Mother'S Love (Hard Candy/AEBN/Pulse) – Nica Noelle
  - MY Mother'S Best Friend 6 (Sweet Sinner/Mile High) – Jet Michaels
  - Revenge Of The Petites (AMK/Exile) – Harry Sparks
  - Shared Wives (New Sensations Swingers) – Raven Touchstone
  - The Valley (Zero Tolerance Entertainment) – Sam Hain
  - Torn (New Sensations Couples) – Jacky St. James
  - Voracious: The First Season (John Stagliano/Evil Angel) – John Stagliano, Brooklyn Lee et Lea Lexis

#### Meilleur scénario - Parodie (Best Screenplay – Parody)
- Star Wars XXX: A Porn Parody (Axel Braun/Vivid) – Axel Braun et Mark Logan
- Nommés :
  - The Addams Family XXX (Sweet Mess/Exquisite) – Doca Bill
  - Birds Of Prey XXX: A Sinister ComiXXX Parody (Sinister ComiXXX/Pure Play) – Dan Ohreally
  - Buffy The Vampire Slayer XXX: A Parody (Adam & Eve Pictures) – Josh Wheldon et Lee Roy Myers
  - Diary of Love (Smash Pictures) – Jim Powers
  - Family Guy: The XXX Parody (Full Spread/LFP) – Lee Roy Myers, Ivory Lumber et Seth's Beard
  - Godfather: A Dreamzone Parody (Dreamzone/Vantage) – Lee Roy Myers
  - The Graduate XXX: A Paul Thomas Parody (Paul Thomas/Exile) –  Phil Noir
  - Inglorious Bitches (Marc Dorcel/Wicked) – Max Candy
  - Men In Black: A Hardcore Parody (Wicked Pictures) – Brad Armstrong
  - Not Animal House XXX (X-Play/Adam & Eve) – Will Ryder
  - Official The Hangover Parody (Zero Tolerance/Adam & Eve) – Brian Bangs et Spock Buckton
  - Romeo & Juliet: A Dreamzone Parody (Dreamzone/Vantage) – Lee Roy Myers, Crystal D. et William Shakespeare
  - Spartacus MMXII: The Beginning (London Gunn/Miko Lee/Wicked) – Marcus London
  - Tomb Raider XXX: An Exquisite Films Parody (Paradox/Exquisite) – Jordan Septo

#### Meilleur montage (Best Editing)
- Wasteland (Elegant Angel Productions) – Graham Travis
- Nommés :
  - Busty Invaders From Mars (Wicked Pictures) – Jonathan Morgan
  - D3Viance (Rock Star, SkinWorXXX/Adam & Eve) – John Waverly
  - The Four (Ninn Worx/Adam & Eve) – Steven Katz et Philip Smith
  - The Friend Zone (New Sensations Romance) – Gabrielle Anex
  - Godfather: A Dreamzone Parody (Dreamzone/Vantage) – Honey Myers et Lee Roy Myers
  - Men In Black: A Hardcore Parody (Wicked Pictures) – Scott Allen
  - Official The Hangover Parody (Zero Tolerance/Adam & Eve) – Mike Quasar
  - Rubber Bordello (SnakeOil/Bon-Vue/Juicy) – Charles Devos et Adam Fischer
  - Spartacus MMXII: The Beginning (London Gunn/Miko Lee/Wicked) – Marcus London
  - Star Wars XXX: A Porn Parody (Axel Braun/Vivid) – Claudia Ross et Axel Braun
  - The Valley (Zero Tolerance Entertainment) – Chad Lee
  - This Ain’t Avatar 2 XXX 3D: Escape From Pandwhora (Hustler Video) – Axel Braun et Claudia Ross
  - Training Day: A Pleasure Dynasty Parody (Blue Ribbon/Pleasure Dynasty/Exile) – Tom Byron et Craig Daze
  - Voracious: The First Season (John Stagliano/Evil Angel) – John Stagliano et Von Vonage

#### Meilleurs bonus deDVD(Best DVD Extras)
- Voracious: The First Season (John Stagliano/Evil Angel)
- Nommés :
  - Adam & Eve’s Guide To The Kama Sutra (Adam & Eve Pictures)
  - The Addams Family XXX (Sweet Mess/Exquisite)
  - Cafe Amore (Adam & Eve Pictures)
  - Cute & Curvy (Dreamzone/Vantage)
  - The Four (Ninn Worx/Adam & Eve)
  - Godfather: A Dreamzone Parody (Dreamzone/Vantage)
  - Iron Man XXX: An Extreme ComiXXX Parody (Extreme ComiXXX/Exquisite)
  - Men In Black: A Hardcore Parody (Wicked Pictures)
  - Naked Came The Stranger (Video-X-Pix/DistribPix)
  - Not Animal House XXX (X-Play/Adam & Eve)
  - Octomom Home Alone (DD Entertainment/Wicked)
  - Revenge Of The Petites (AMKingdom/Exile)
  - Spartacus MMXII: The Beginning (London Gunn/Miko Lee/Wicked)
  - Wasteland (Elegant Angel Productions)

#### Meilleurs effets spéciaux (Best Special Effects)
- Men In Black: A Hardcore Parody (Wicked Pictures)
- Nommés :
  - Aliens vs. The Magician (Mike Hunt/Juicy)
  - The Avengers XXX: A Porn Parody (VividXXXSuperheroes)
  - Brazzers Presents: The Parodies 2 (Brazzers)
  - Buffy The Vampire Slayer XXX: A Parody (Adam & Eve Pictures)
  - Busty Invaders From Mars (Wicked Pictures)
  - Cheap TriXXX (Vivid Entertainment Group)
  - Inglorious Bitches (Marc Dorcel/Wicked)
  - Iron Man XXX: An Extreme ComiXXX Parody (Extreme ComiXXX/Exquisite)
  - Star Wars XXX: A Porn Parody (Axel Braun/Vivid)
  - This Ain’t Avatar 2 XXX 3D: Escape From Pandwhora (Hustler Video)
  - This Ain’t Jaws XXX 3D (Hustler/Adam & Eve)
  - This Ain’t The Expendables XXX 3D (Hustler Video)
  - Thor XXX: An Extreme ComiXXX Parody (Extreme ComiXXX/Exquisite)
  - Voracious: The First Season (John Stagliano/Evil Angel)

#### Meilleur maquillage (Best Makeup)
- Men In Black: A Hardcore Parody (Wicked Pictures) – Chauncey Baker et Shelby Stevens
- Nommés :
  - The Addams Family XXX (Sweet Mess/Exquisite) – Missy Fitts
  - An American Werewolf In London XXX Porn Parody (Smash Pictures) – Blueberry
  - Asian Anal Assassins (Wicked Pictures) – Melissa Makeup et Nichole Bennett
  - Buffy The Vampire Slayer XXX: A Parody (Adam & Eve Pictures) – Glenn Alfonso et Tom Devlin
  - Cathouse ‘45 (Pink’O/Sins Factory/Vivid) – Neeta Homer et Apo Tool
  - The Dark Knight XXX: A Porn Parody (VividXXXSuperheroes) – Chris Tee et Cammy
  - The Four (Ninn Worx/Adam & Eve) – Jem Monroe, Kat, May Belleen, Veronica Rok et Lee Garland
  - Fuckabilly 2 (BurningAngel/Vouyer) – Melissa Makeup
  - Fuckenstein (BurningAngel/Vouyer) – Tom Devlin
  - Inglorious Bitches (Marc Dorcel/Wicked) – Marcela Sas, Andrea, Elis Chabeau, Nicola Milas et Lenka Blond
  - Rubber Bordello (SnakeOil/Bon-Vue/Juicy) – Fina Makeup
  - Spartacus MMXII: The Beginning (London Gunn/Miko Lee/Wicked) – Melissa Makeup
  - Star Wars XXX: A Porn Parody (Axel Braun/Vivid) – 2-Ply et Waner Bate
  - This Ain’t Avatar 2 XXX 3D: Escape From Pandwhora (Hustler Video) – 2-Ply

#### Meilleure musique (Best Music Soundtrack)
- Rubber Bordello (SnakeOil/Bon-Vue/Juicy)
- Nommés :
  - Adam & Eve’s Guide To The Kama Sutra (Adam & Eve Pictures)
  - Angels Of Debauchery 9 (Jonni Darkko/Evil Angel)
  - The Four (Ninn Worx/Adam & Eve)
  - Fuckabilly 2 (BurningAngel/Vouyer)
  - The Graduate XXX: A Paul Thomas Parody (Paul Thomas/Exile)
  - Not Animal House XXX (X-Play/Adam & Eve)
  - OMG...It’s The Flashdance XXX Parody (Septo/Paradox/Exquisite)
  - Rachel Starr: Dirty Little Tease (Vivid Entertainment Group)
  - Rack City XXX (Tyga/Hush Hush)
  - Revenge Of The Petites (AMKingdom/Exile)
  - South Beach Cruisin’ 6 (Josh Stone/Pure Play)
  - Tango To Romance (Adam & Eve Pictures)
  - Voracious: The First Season (John Stagliano/Evil Angel)
  - Wasteland (Elegant Angel Productions)

#### Meilleure chanson originale (Best Original Song)
- Rubber Bordello (SnakeOil/Bon-Vue/Juicy) - “She-Donistic Society” par Fat Mike
- Nommés :
  - Butts Boats & Bitches (Evasive Angels Entertainment) - “Big Butt Boat Trip” (non créditée)
  - El Gordo Y La Flaca XXX (Dulce/LFP) - “There’s A Porn Star Between My Legs” (non créditée)
  - Elexis & Her Girlfriends 2 (Girlfriends Films) - “You're Gone” par Samantha Ryan
  - Femdom Ass Worship 13 (MeanBitch/Buttman/Evil Angel) - “Mean Bitches” par XL And The Arcitype
  - Jailhouse Heat 3D (Digital Playground) - “Don’t Worry About Me” par Lou Thomas
  - Pink Lips (Third Degree Films) - “Candy Girl” par Joseph Meadows
  - Revenge Of The Petites (AMKingdom/Exile) - “Revenge Of The Petites” par Frankie D. et Johnny C.
  - Riding The Flying Pink Pig (Cheeky Monkey/LFP) - “Pink Pussy” par Snoop Dogg
  - South Beach Cruisin' 6 (Josh Stone/Pure Play) - “Pimpin In The Parking Lot” (non créditée)
  - This Is Why I'm Hot 2 (Tom Byron/Evolution) - “Riding On My Fantasy” par DJ Sativa
  - Wasteland (Elegant Angel Productions) - “Hear Me Out” par Erlisha Tamplin

#### Titre le plus audacieux (Clever Title of the Year)
- Does This Dick Make My Ass Look Big? (Vouyer Media)
- Nommés :
  - Asphyxia Heels The World (BurningAngel/Vouyer)
  - Brookyn Egg Cream On The RoXXX (Seymore Butts/Pure Play)
  - Chocolate Covered Crackers (Black Magic Pictures)
  - Chocolate Yam Yams (Black Storm/Monarchy/Vantage)
  - Look Mom, My First Black Penis (Mike Hunt/Juicy)
  - My Wife Caught Me Assfucking Her Mother (Devil’s Film)
  - Nice Shoes, Wanna Fuck? (Electric/Hustler)
  - Occupy My Ass (Bobbi Starr/Evil Angel)
  - She Plays A Mean Rusty Trombone! (Lethal Hardcore/Pulse)
  - Show Me Your Shithole (B. Pumper/Freaky Empire)
  - Somebody Shave Me (Zero Tolerance Entertainment)
  - The Spit And The Speculum (Mike Adriano/Evil Angel)
  - Subtle Fragrance Of Her Private Parts (Swank/Pure Play)
  - We Vow To Bang Black Beotches (Kelly Madison/Juicy)

### Spécialités et fétichisme

#### Meilleur filmBDSM(Best BDSM Release)
- Rubber Bordello (Snakeoil/Bon-Vue/Juicy)
- Nommés :
  - Ashley Loves Julie (Julie Simone/Pure Play)
  - Boudoir Secrets (Anastasia Pierce/Pulse)
  - Bound Rubber Dolls (Julie Simone/Pure Play)
  - Boy Toy 3: Tease & Denial (Crowned Jewell/Pulse)
  - The Devil's Workshop: Payback's A Bitch (Severe Society/Bon-Vue)
  - Dominating Julie (Julie Simone/Pure Play)
  - Femdom Fatale 2: Sadistic Seduction (Julie Simone/Pure Play)
  - Girlfriends 5 (Crowned Jewell/Pulse)
  - Interrogation Room (Mike Hunt/Juicy)
  - Julie's Pincushion (Julie Simone/Pure Play)
  - MILF Bound (Mike Hunt/Juicy)
  - Obey Her (Anastasia Pierce/Pulse)
  - Punishment Inc (Bizarre Video/Pulse)
  - Vicious (Anastasia Pierce/Pulse)

#### Meilleur film «grosse poitrine» (Best Big Bust Release)
- Big Wet Tits 11 (Elegant Angel Productions)
- Nommés :
  - Big & Real 3 (David Perry/Evil Angel)
  - Boobaholics Anonymous 8 (Mike John/Jules Jordan)
  - Big Naturals 24 (Reality Kings/Pulse)
  - Big Tit Fanatic (Elegant Angel Productions)
  - Big Tits At Work 14 (Brazzers)
  - Breast Worship 4 (Jules Jordan Video)
  - Busty Cops (Wicked Pictures)
  - Busty Construction GirlS (Elegant Angel Productions)
  - Bust Lust 3 (Harmony Films)
  - Natty Knockers 2 (Kelly Madison/Juicy)
  - POV Juggfuckers 4 (Jonni Darkko/Evil Angel)
  - Real Rockin Racks (BurningAngel/Vouyer)
  - Titties-N-Lace (Third Degree Films)
  - Young Ripe Mellons 10 (Vince Vouyer Unleashed/Jules Jordan)

#### Meilleure série «grosse poitrine» (Best Big Bust Series)
- Boobaholics Anonymous (Mike John/Jules Jordan)
- Nommés :
  - Baby Got Boobs (Brazzers)
  - Big & Real (David Perry/Evil Angel)
  - Big Naturals (Reality Kings/Pulse)
  - Big Tit Fixation (Tom Byron/Evolution)
  - Big Tits At Work (Brazzers)
  - Big Tits In Sports (Brazzers)
  - Big Tits In Uniform (Brazzers)
  - Big Tits Round Asses (Bang Productions)
  - Busty Beauties (Hustler Video)
  - Gazongas (Devil’S Film)
  - Tits and Tugs (Score/Pure Play)
  - Titterific (Immoral/Pure Play)
  - Titty Attack (Team Skeet/Pulse)
  - Titty Creampies (Kevin Moore/Buttman/Evil Angel)

#### Meilleur film «gros derrière» (Best Big Butt Release)
- Big Wet Asses 21 (Elegant Angel Productions)
- Nommés :
  - Ass Parade 37 (Bang Productions)
  - Battle Of The Asses 4 (Elegant Angel Productions)
  - Beyond The Call Of Booty 4 (Erik Everhard/Jules Jordan)
  - Big Bottom Bunnies (Alexander Devoe/Jules Jordan)
  - Big Booty Shakedown (Live Gonzo/Jules Jordan)
  - Big Wet Butts 6 (Brazzers)
  - Butts, Boats And Bitches (Evasive Angels Entertainment)
  - Deep Tushy Massage 3 (Lethal Hardcore/Pulse)
  - Church Of Bootyism 2 (New Sensations)
  - Massive Asses 6 (Elegant Angel Productions)
  - Monster Curves 19 (Reality Kings/Pulse)
  - Monster Wet Anal Asses 2 (West Coast Productions)
  - Phat Bottom Girls 6 (Manuel Ferrara/Evil Angel)
  - Rear View 2 (Jules Jordan Video)

#### Meilleure série «gros derrière» (Best Big Butt Series)
- Big Wet Asses (Elegant Angel Productions)
- Nommés :
  - Ass Masterpierce (Naughty America/Pure Play)
  - Ass Parade (Bang Productions)
  - Big Butts Like It Big (Brazzers)
  - Big Wet Butts (Brazzers)
  - Booty Clappin’ Superfreaks (Evasive Angels Entertainment)
  - Booty I Like (Justin Slayer International)
  - Booty Talk (West Coast Productions)
  - Extreme Asses (Reality Kings/Pulse)
  - Monster Booty (Exquisite Multimedia)
  - Monster Curves (Reality Kings/Pulse)
  - Voluptubutts (Pink Visual/Pulse)

#### Meilleur film «domination féminine/gode ceinture» (Best Fem-Dom Strap-On Release)
- His Booty Is My Duty 2 (LéWood/Exquisite)
- Nommés :
  - Miss Teen Strap America 2 (Joey Silvera/Evil Angel)
  - Pegging: A Strap On Love Story 5 (Devil’s Film)
  - Pound My Man Ass (LéWood/Exquisite)
  - Strap Attack 16 (Joey Silvera/Evil Angel)
  - Strap For Teacher (Joey Silvera/Evil Angel)
  - Strap-On Family Values (Severe Society/Bon-Vue)
  - The Violation Of My Husband’s Ass (White Ghetto Films)

#### Meilleur film «fétichisme du pied/de la jambe» (Best Foot/Leg Fetish Release)
- Asphyxia Heels The World (BurningAngel/Vouyer)
- Nommés :
  - Belladonna’s Foot Soldiers 3: Don’t Tread On Me (Belladonna/Evil Angel)
  - Chicks With Hot Feet (AMK Empire/Exile)
  - Coeds With Sexy Feet 2 (ATK/Kick Ass)
  - Fantasy Footjobs 10 (Kick Ass Pictures)
  - Foot Fetish Daily 9 (Kick Ass Pictures)
  - Foot Fetish Sluts (Julie Simone/Pure Play)
  - High Heels And Panties 2 (Digital Sin)
  - Laid In Lingerie (Third Degree Films)
  - Legs (Third Degree Films)
  - Nylons 9 (Third Degree Films)
  - Put Your Feet On My Meat 5 (White Ghetto Films)

#### Meilleur film «éjaculation interne» (Best Internal Release)
- Big Tit Cream Pie 13 (Bang Productions)
- Nommés :
  - All Internal 18 (Cruel Media/Jules Jordan)
  - Anal Russian Teens Love Creampies (Magik View/Private/Pure Play)
  - Ass Cream Milkshakes (Combat Zone)
  - Creampie Teens (Reality Kings/Pulse)
  - Cum In Me Baby 3 (West Coast Productions)
  - Drippers (Pimp/Juicy)
  - Gangland Cream Pie 24 (Devil’s Film)
  - Internal Cumbustion 17 (Zero Tolerance Entertainment)
  - Internal Injections 7 (Devil’s FILM)
  - Internal Investigation (Live Gonzo/Jules Jordan)
  - Interracial Internal (Jules Jordan Video)
  - No Pill, No Condom… No Problem! 4 (White Ghetto Films)
  - Teen Fidelity's Deep Creampies (Kelly Madison/Juicy)
  - Two Chicks Get Creampied By One Guy (Lethal Hardcore/Pulse)

#### Meilleur film «éjaculation féminine» (Best Squirting Release)
- Seasoned Players 17: The Squirting Edition (Tom Byron/Evolution)
- Nommés :
  - Big League Squirters 4 (Lethal Hardcore/Pulse)
  - Let There Be Squirt (Mike Hunt/Juicy)
  - See Me Squirt (Exquisite Multimedia)
  - Squirtmania 25: Silver Edition Of Squirting (Porno Dan/Pure Play)
  - Squirtin Sistas 8 (Black Magic Pictures)
  - Sybian Squirters (Tom Byron/Evolution)

#### Meilleur film «transsexuels» (Best Transsexual Release)
- American She-Male X (Joey Silvera/Evil Angel)
- Nommés :
  - American Tranny 2 (Reality Junkies/Mile High)
  - Bang My Tranny Ass 10 (Mancini/Exquisite)
  - Forbidden Lovers (Transromantic/AEBN/Pulse)
  - Monster Cock She-Males 3 (Nacho Vidal/Evil Angel)
  - Rogue Adventures 37 (Joey Silvera/Evil Angel)
  - Sexing The Transman XXX 2 (Buck Angel/Blue Coyote)
  - She-Male Superstars 7 (Take 2/LFP)
  - She-Male XTC 10 (Joey Silvera/Evil Angel)
  - T-GirlS Solo 2 (Hot Wendy/Avalon)
  - Tranny Hookups (Tranny Factory/Monarchy/Blue Coyote)
  - Transsexual Babysitters 17 (Devil’s Film)
  - Transsexual Escort 12 (Ultimate TGirl/Exquisite)
  - TranssexualS Superstars: Vaniity (SMC/Pulse)
  - TS Playground (Jay Sin/Evil Angel)

#### Meilleure série «transsexuels» (Best Transsexual Series)
- America's Next Top Tranny (Goodfellas/Devil’s)
- Nommés :
  - Bang My Tranny Ass (Mancini/Exquisite)
  - Fucked Hard Bareback (Trans Erotica/Juicy)
  - Italian Transsexual Job (Third World Media)
  - Shemale Samba Mania (Third World Media)
  - She-Male Idol (Joey Silvera/Evil Angel)
  - She-Male Strokers (Mancini/Exquisite)
  - She-Male Superstars (Take 2/LFP)
  - Shemale Pornstar (Third World Media)
  - TGirl Adventures (Ultimate TGirl/Exquisite)
  - Tranny Hookers (Tranny.com/Pulse)
  - Transsexual Babysitters (Devil’s Film)
  - Transsexual Escorts (Ultimate TGirl/Exquisite)
  - Transsexual Superstars (SMC/Pulse)
  - Transsexual Teens (White Ghetto Films)

#### Meilleur film «spécialité» - autre genre (Best Specialty Release – Other Genre)
- Brand New Faces 35: Curvy Edition (Vivid Entertainment Group)
- Nommés :
  - Anal Acrobats 7 (Jay Sin/Evil Angel)
  - ATK Cute & Hairy 2 (ATK/Kick Ass)
  - Butt Face (Belladonna/Evil Angel)
  - Buttman’s Stretch Class: Detention 2 (John Stagliano/Buttman/Evil Angel)
  - Hot And Hairy Summer Watersports (AMK Empire/Exile)
  - Kelly Shibari Is Overloaded (Kelly Shibari/Monarchy/Exile)
  - Kinky Medical (Anastasia Pierce/Pulse)
  - Milk Nymphos 3 (Jay Sin/Evil Angel)
  - Mom’s Cuckold 8 (Reality Junkies/Mile High)
  - Poor Little Shyla 2 (Girlfriends Films)
  - Porn Fidelity Goes Preggo! (Kelly Madison/Juicy)
  - Seattle Hairy Girls 61 & 62 (RodnieVision/Exquisite)
  - Shane Diesel’s Cuckold Stories 4 (Digital Sin)
  - Teens vs. Mamas MILFS 50+ (Rocco Siffredi/Evil Angel)

#### Meilleure série «spécialité» - autre genre (Best Specialty Series - Other Genre)
- Mother-Daughter Exchange Club (Girlfriends Films)
- Nommés :
  - ATK Scary Hairy (ATK/Kick Ass)
  - Barefoot Confidential (Kick Ass Pictures)
  - Buttman's Stretch Class (John Stagliano/Buttman/Evil Angel)
  - Couples Seeking Teens (Reality Junkies/Mile High Media)
  - Cum Eating Cuckolds (Kick Ass Pictures)
  - Foot Fetish Daily (Kick Ass Pictures)
  - Forced Bi Cuckolds (Kick Ass Pictures)
  - Give Me Pink (Cruel Media/Jules Jordan)
  - Lesbian Seductions Older/Younger (Girlfriends Films)
  - Mom’s Cuckold (Reality Junkies/Mile High)
  - Scale Bustin Babes (RodnieVision/Exquisite)
  - Shane Diesel’s Cuckold Stories (Digital Sin)
  - Squirtmania (Porno Dan/Pure Play)
  - Wanna Fuck My Daughter Gotta Fuck Me First (Devil’s Film)

### Marketing et entreprises

#### Meilleure nouvelle compagnie de production (Best New Production Company)
- Skow Digital
- Nommés :
  - Assence Films
  - Deviant David
  - Mike Hunt Inc.
  - Rock Star Entertainment

#### Meilleure campagne de marketing - Image de l'entreprise (Best Overall Marketing Campaign – Company Image)
- Girlfriends Films
- Nommés :
  - Adam & Eve
  - Axel Braun Productions
  - BurningAngel
  - Dreamzone Entertainment
  - Elegant Angel Productions
  - Evil Angel
  - Exquisite Multimedia
  - Girl Candy Films/Hard Candy Films
  - Hustler Video/LFP Video
  - Jules Jordan Video
  - Manwin
  - Pure Play Media
  - Vivid Entertainment Group
  - Wicked Pictures
  - X-Play

#### Meilleure campagne de marketing - Projet individuel (Best Overall Marketing Campaign – Individual Project)
- Star Wars XXX: A Porn Parody (Axel Braun/Vivid)
- Nommés :
  - Birds Of Prey XXX (Sinister ComiXXX/Pure Play)
  - Countdown (Wicked Pictures)
  - D3Viance (Rock Star/SkinWorXXX/Adam & Eve)
  - El Gordo Y La Flaca XXX (Dulce/LFP)
  - The Four (Ninn Worx/Adam & Eve)
  - Kelly Shibari Is Overloaded (Kelly Shibari/Monarchy/Exile)
  - Mile High Madness—Social Media Porn Star Pairing Contest (Mile High Media)
  - Not Animal House XXX (X-Play/Adam & Eve)
  - Octomom Home Alone (DD Entertainment/Wicked)
  - Revenge Of The Petites (AMKingdom/Exile)
  - Romeo & Juliet: A Dreamzone Parody (Dreamzone/Vantage)
  - Spartacus MMXII: The Beginning (London Gunn/Miko Lee/Wicked)
  - Voracious: The First Season (John Stagliano/Evil Angel)
  - Wasteland (Elegant Angel Productions)

#### Meilleur packaging (Best Packaging)
- Birds Of Prey XXX: A Sinister ComiXXX Parody (Sinister ComiXXX/Pure Play)
- Nommés :
  - The Addams Family XXX (Sweet Mess/Exquisite)
  - Craving 2 (Wicked Pictures)
  - The Four (Ninn Worx/Adam & Eve)
  - Fuckenstein (BurningAngel/Vouyer)
  - Latex Moms (Mike Hunt/Juicy)
  - Men In Black: A Hardcore Parody (Wicked Pictures)
  - Prostitution (Marc Dorcel/Wicked)
  - Revenge Of The Petites (AMKingdom/Exile)
  - Star Wars XXX: A Porn Parody (Axel Braun/Vivid)
  - This Ain’t The Expendables XXX 3D (Hustler Video)
  - The Truth About O (Adam & Eve Pictures)
  - The Valley (Zero Tolerance Entertainment)
  - Voracious: The First Season (John Stagliano/Evil Angel)
  - Wasteland (Elegant Angel Productions)

### Web et technologie

#### Meilleur site alternatif (Best Alternative Website)
- Kink.com
- Nommés :
  - AliceInBondageLand.com
  - ATKHairy.com
  - DivineBitches.com
  - FattyD.com
  - IndiePornRevolution.com
  - JoannaJet.com
  - JulieSimone.com
  - LatinaTranny.com
  - MeanBitches.com
  - PinkVisualGames.com
  - QueerPornTube.com
  - SheMaleStrokers.com
  - SlowMotionBlowJob.com
  - Sssh.com
  - Wasteland.com
  - WendyWilliamsXXX.com

#### Meilleur programme d'affiliation (Best Affiliate Program)
- PussyCash
- Nommés :
  - 21 Sextury Cash
  - AEBN
  - Affil4You
  - AMAKings
  - AWEmpire
  - BangBros Online
  - CrakRevenue
  - FameDollars
  - HotMovies
  - JuggCash
  - MetArtMoney
  - NastyDollars
  - PartnerCash
  - Pimproll

#### Meilleur site de rencontre (Best Dating Website)
- AdultFriendFinder.com
- Nommés :
  - AmateurMatch.com
  - BeNaughty.com
  - CitySex.com
  - Fling.com
  - FuckBook.com
  - IHookUp.com
  - SexSearch.com
  - Shagaholic.com
  - SpeedBoink.com
  - Untrue.com
  - UpForIt.com
  - XProfiles.com
  - XXXBlackBook.com
  - XXXMatch.com

#### Meilleure site de chat (Best Live Chat Website)
- LiveJasmin.com
- Nommés :
  - Cam4.com
  - CamMansion.com
  - Cams.com
  - Chaturbate.com
  - Flirt4Free.com
  - IFriends.net
  - IMLive.com
  - LiveGonzo.com
  - LJ.com
  - MyFreeCams.com
  - Naked.com
  - Sexier.com
  - Streamate.com
  - WebCamClub.com

#### Meilleur site par abonnement (Best Membership Site)
- Brazzers.com
- Nommés :
  - 21Sextury.com
  - Abbywinters.com
  - AmateurAllure.com
  - Babes.com
  - BangBros.com
  - BurningAngel.com
  - Danni.com
  - Met-Art.com
  - MOFOS.com
  - Muffia.com
  - NaughtyAmerica.com
  - PornFidelity.com
  - PUBA.com
  - RealityKings.com
  - Saboom.com
  - ScoreLand.com
  - Twistys.com
  - X-Art.com
  - VivThomas.com

#### Meilleur site de pornstar (Best Porn Star Website)
- Joanna Angel (JoannaAngel.com)
- Nommés :
  - Asa Akira (AsaAkira.com)
  - Ash Hollywood (AshGirl.com)
  - Belladonna (EnterBelladonna.com)
  - Jessica Drake (JessicaDrake.com)
  - Jessica Jaymes (JessicaJaymesXXX.com)
  - Kayden Kross (ClubKayden.com)
  - Kelly Madison (KELLYMadison.com)
  - Kortney Kane (KortneyKane.com)
  - Lexi Belle (LexiBelle.com)
  - Lisa Ann (TheLisaAnn.com)
  - Nikki Benz (NikkiBenz.com)
  - Nina Hartley (Nina.com)
  - Nina Mercedez (NinaMercedezXXX.com)
  - Raylene (Raylene.com)
  - Sandy (ClubSandy.com)
  - Sara Jay (SaraJay.com)
  - Sophie Dee (ClubSophieDee.com)
  - Tanya Tate (TanyaTate.com)
  - Vanilla Deville (VanillaDeville.com)

#### Meilleur site personnel (Best Solo Girl Website)
- Jelena Jensen (JelenaJensen.com)
- Nommées :
  - Aaliyah Love (AaliyahLove.com)
  - Ariel Rebel (ArielRebel.com)
  - Bobbi Eden (BobbiEdenLive.com)
  - Catalina Cruz (CatalinaCruz.com)
  - Christy Marks (ChristyMarks.com)
  - Claudia Marie (ClaudiaMarie.com)
  - Molly Cavalli (MollysLife.com)
  - Naughty Alysha (NaughtyAlysha.com)
  - Nicole Graves (NicoleGraves.com)
  - Rachel Aziani (RachelAziani.com)
  - Sarah Peachez (RealPeachez.com)
  - Sienna Sinclaire (SiennaSinclaire.com)
  - Taylor Stevens (TayStevens.com)
  - Vicky Vette (VickyAtHome.com)

#### Meilleur site de photographie (Best Photography Website)
- AndrewBlake.com
- Nommés :
  - BikiniRiot.com
  - DigitalDesire.com
  - DrivenByBoredom.com
  - EarlMiller.com
  - EroticBeauty.com
  - FTVGirls.com
  - HegreArt.com
  - HollyRandall.com
  - Juliland.com
  - KenMarcus.com
  - Met-Art.com
  - Nubiles.net
  - Penthouse.com
  - Playboy.com
  - SexArt.com
  - Twistys.com
  - VIPArea.com
  - WowGirls.com
  - X-Art.com

#### Meilleur site de studio (Best Studio Website)
- Evil Angel (EvilAngelVideo.com)
- Nommés :
  - Bluebird Films (BluebirdFilms.com)
  - Daring Media Group (DaringSex.com)
  - Devil’s Film (DevilsFilm.com)
  - Digital Playground (DigitalPlayground.com)
  - Marc Dorcel Productions (Dorcel.com)
  - Elegant Angel Productions (ElegantAngel.com)
  - Girlfriends Films (GirlFriendsFilms.com)
  - Harmony Films (HarmonyVision.com)
  - Homegrown Video (Homegrown.com)
  - Hustler Video (Hustler.com)
  - Jules Jordan Video (JulesJordanVideo.com)
  - Kick Ass Pictures (KickAssDVD.com)
  - MagikView (MagikView.com)
  - NewSensations (NewSensations.com)
  - Pink Visual Productions (PinkVisual.com)
  - Vivid Entertainment Group (Vivid.com)
  - West Coast Productions (WCPClub.com)
  - Wicked Pictures (Wicked.com)
  - Zero Tolerance Entertainment (ZeroTolerance.com)

#### Meilleure première sur le Web (Best Web Premiere)
- Voracious : épisodes 1-9 (EvilAngel.com)
- Nommés :
  - April Flores World (TLACult.com)
  - Live Sex Show (QueerPorn.TV)
  - Weird Science XXX (TelevisonX.com)
  - Real Wife Stories Presents Asa Akira (Brazzers.com)
  - One Day In The Valley (Brazzers.com)
  - Fuckenstein (BurningAngel.com)

### Jouets sexuels et produits de plaisir

#### Meilleur fabricant de produits fétichistes (Best Fetish Manufacturer)
- SportSheets
- Nommés :
  - A.L. Enterprises
  - California Exotic Novelties
  - Doc Johnson
  - Liberator
  - Heeldo
  - Icon Brands
  - Kookie Intl.
  - MunkeyBarz
  - Perfect Fit Brand
  - Pipedreams Products
  - SparePartsHardWear
  - Spartacus Leathers
  - Stockroom
  - XR Brands

#### Best Enhancement Manufacturer
- The Screaming O
- Nommés :
  - Adventures Industries
  - BeamonStar
  - California Fantasies
  - Classic Erotica
  - Dagus Brands LLC
  - GoldReallas
  - Jelique
  - Kama Sutra
  - Park Avenue Products
  - Priced Right Products
  - Reload Male Enhancement
  - Sensuous
  - Sensuva
  - Shunga Erotic Art

#### Meilleur fabricant de lingerie ou accessoires (Best Lingerie or Apparel Company)
- Baci Lingerie
- Nommés :
  - Coquette International
  - Dreamgirl International
  - Electric Lingerie
  - Elegant Moments
  - Eurotique
  - Fantasy Lingerie
  - Fetish Fantasy Lingerie (Pipedream Products)
  - Hustler Lingerie
  - I Love Vagina
  - Lapdance Lingerie (XGen Products)
  - Magic Silk
  - Pink Lipstick (Rene Rofe)
  - Seven ’til Midnight
  - Two In The Shirt (Tits)

#### Meilleur fabricant delubrifiants(Best Lubricant Manufacturer)
- Pjur USA
- Nommés :
  - Astroglide
  - Elbow Grease
  - Empowered Products
  - Honey Care
  - Intimate Organics
  - Megasol USA
  - Nature Labs
  - Sierra Sage Herbs
  - Sliquid
  - System JO
  - Westridge Labs/ID Lubricants
  - Wet International
  - Wicked Sensual Care
  - Zero Tolerance Toy

#### Meilleur fabricant de produits de plaisir - grand (Best Pleasure Product Manufacturer – Large)
- Fleshlight
- Nommés :
  - Blush Novelties
  - California Exotic Novelties
  - Doc Johnson
  - Fun Factory
  - Hott Products
  - Icon Brands
  - Liberator
  - NassToys
  - NS Novelties
  - Pipedream Products
  - SportSheets
  - Topco

#### Meilleur fabricant de produits de plaisir - moyen (Best Pleasure Product Manufacturer – Medium)
- Jopen
- Nommés :
  - Big Teaze Toys
  - BMS Factory
  - Crystal Delights Erotic Toys
  - Evolved Novelties
  - Lelo
  - LoveHoney
  - Nexus
  - Perfect Fit Brand
  - Pleasure Works Wholesale
  - Rocks-Off LTD.
  - The Screaming O
  - Tantus
  - Vibratex
  - Zero Tolerance Toys

#### Meilleur fabricant de produits de plaisir - petit (Best Pleasure Product Manufacturer – Small)
- JimmyJane
- Nommés :
  - A.L. Enterprises
  - Aneros
  - Bedroom Kandi By Kandi Burruss
  - BSWish
  - Je Joue
  - Joya
  - Marc Dorcel Sex Toys
  - NJoy
  - OhMiBod
  - Papaya Toys
  - RealTouch/AEBN
  - ShiriZinn
  - Toyfriend
  - Trojan

#### Meilleure ligne de produit pour homme (Best Product Line for Men)
- Ego (JOPEN)
- Nommés :
  - Crossbones (Zero Tolerance Toys)
  - Fat Boy Extenders (Perfect Fit Brand)
  - Falcon (Icon Brands)
  - Flight (Fleshlight)
  - Fuck Me Silly (Pipedream Products)
  - Lux (BMS Factory)
  - M2M (PHS International)
  - RealTouch (RealTouch/AEBN)
  - Renegade (NS Novelties)
  - Size Matters (XR Brands)
  - Travel Grippers (California Exotic Novelties)
  - Vicky Quickie (Doc Johnson)
  - Verspanken (Big Teaze Toys)
  - Zolo (Adult Brand Concepts)

#### Meilleure ligne de produit pour femme (Best Product Line for Women)
- Insignia (LELO)
- Nommés :
  - BCutes (BSWish)
  - Body & Soul (California Exotic Novelties)
  - Bodywands (XGen Products)
  - ENVIE (NS Novelties)
  - Freevibes (Fun Factory)
  - Leaf (BMS Factory)
  - Masque (Sexual Flavors)
  - MidnightT Collection (Trojan)
  - Papaya Toys Ice G-Spot Massagers (Papaya Toys)
  - Pocket Friends (Toyfriend)
  - Simply Silicone (Icon Brands)
  - Sqweels (LoveHoney)
  - Studio Collection (The Screaming O)
  - Vanity (Jopen)

### Commerce et distribution

#### Meilleure boutique (Best Boutique)
- FeelMore 510 (Oakland)
- Nommés :
  - Barnett Avenue Adult Superstore (San Diego)
  - Early To Bed (Chicago)
  - Eve’s Garden (New York City)
  - Good For Her (Toronto)
  - Kama Sutra Closet (Ventura, Californie)
  - Pure Pleasure Shop (Santa Cruz, Californie)
  - Self Serve Toys (Albuquerque)
  - She Bop (Portland, Oregon)
  - Spartacus Leathers (Portland, Oregon)
  - The Stockroom (Los Angeles)
  - Sugar (Baltimore)
  - Seduction (Fort Myers, Floride)
  - Taboo Inc. (Richmond, VA)
  - The Tool Shed (Milwaukee)

#### Meilleur site de vente du ligne pour adultes (Best Online Adult Retail Store)
- AdultDVDEmpire.com
- Nommés :
  - AdultEMart.com
  - BetterSex.com
  - DallasNovelty.com
  - EdenFantasys.com
  - Gamelink.com
  - HolisticWisdom.com
  - MyPleasure.com
  - Onjenoo.com
  - PinkCherry.com
  - SensualSteals.com
  - SexToy.com
  - SheVibe.com
  - TLAVideo.com
  - Vibrator.com

#### Meilleure chaine de magasins - petite (Best Retail Chain - Small)
- The Pleasure Chest
- Nommées :
  - AAA News & Video And Discount Maxxx
  - Babeland
  - Carmen’s Love Boutique
  - Entice/Sexy Suz
  - Eros 1207
  - Fairvilla
  - Good Vibrations
  - Pleasures (Alabama)
  - The Reddoor
  - Sara’s Secret/Condoms To Go
  - Sex World
  - Smitten Kitten
  - VIP (Very Intimate Pleasures)
  - Zorba’s

#### Meilleure chaine de magasins - grande (Best Retail Chain - grande)
- Adam & Eve
- Nommés :
  - ADI Distributors
  - Adult World
  - Amazing Superstores
  - Castle Megastores
  - Cirilla’s
  - CW Whitewater
  - Déjà Vu Love Boutique
  - Dreamers
  - East Bay Inc.
  - Fantasy Adult Video
  - Fascinations
  - Hustler Hollywood
  - Lion's Den
  - LSMT New Fine Arts
  - Lover’s Lane
  - Pleasures (Colorado)
  - Priscilla McCall’s
  - Romantix
  - Starship Enterprises

#### Meilleur distributeur de produits pour adultes (Best Adult Distributor)
- IVD/East Coast News
- Nommés :
  - Capitol News
  - Deluxe Distributors
  - Eldorado Trading Company
  - Entrenue
  - Holiday Products
  - Honey’s Place
  - Jackson Supply Company
  - Exquisite Multimedia
  - Landco Import International
  - NALPAC
  - National Video Supply/Universal Distributors
  - Pulse Distribution
  - SexToyDistributing.com
  - Williams Trading Co.

### Récompenses spéciales

#### Visionary Award
- Phil Harvey, fondateur d'Adam & Eve[16]

#### Reuben Sturman Award
- Lasse Braun[17]

#### FAN Awards
- Favorite Body : Riley Steele
- Favorite Porn Star : Riley Steele
- Twitter Queen : April O'Neil
- Best Free Adult Website : pornhub.com

#### Hall of Fame
- Kandi Barbour
- Ashley Blue
- Vanessa Blue
- Mary Carey
- Francois Clousot
- Manuel Ferrara
- Jesse Jane
- Rebecca Lord
- Shy Love
- Anna Malle
- Katie Morgan
- Ralph Parfait
- Mike Quasar
- Julie Simone
- Chris Streams
- Vaniity[18]

#### AVN Hall of Fame - Pleasure Products Branch
- Dennis Paradise, Paradise Marketing
- Mark Franks, Castle Megastore
- Teddy Rothstein, Irwin Schwartz et Elliot Schwartz, Nasstoys[19]

#### AVN Hall of Fame - Internet Founders Branch
- Danni Ashe, fondatrice de Danni's Hard Drive
- Anthony J., fondateur de NetVideoGirls.com
- Bill Pinyon et Steve Wojcik, fondateurs de Badpuppy.com[18]

## Récompenses et nominations multiples

### Actrices
En prenant en compte les prix décernés aux actrices (et les prix mixtes acteurs/actrices) et ceux décernés aux scènes, 18 actrices ont obtenu au moins un AVN Award (20 en prenant en compte les FAN Awards).
Nominations :
13 : Lexi Belle (également nommée pour le meilleur site de pornstar)
Lily Carter
Brooklyn Lee
12 : Asa Akira (également nommée pour le meilleur site de pornstar)
10 : Chanel Preston
8 : Gracie Glam
Dani Daniels
Bobbi Starr
7 : Skin Diamond
Allie Haze
Remy LaCroix
Kristina Rose
6 : Franceska Jaimes
Andy San Dimas
Jada Stevens
5 : Dana DeArmond
Alexis Ford
Kagney Linn Karter
Lily LaBeau
India Summer
Récompenses :
5 : Asa Akira
4 : Brooklyn Lee
3 : Lexi Belle
2 : Remy LaCroix
Riley Steele (2 FAN Awards)
1 : Joanna Angel (qui reçoit également le prix du meilleur site de pornstar)
Brandy Aniston
Julia Ann
Capri Anderson
Samantha Bentley
Lily Carter
Dani Daniels
Aleska Diamond
Alexis Ford
Sunny Leone
Ruth Medina
Mira
Bibi Noel
Sinn Sage
April O'Neil (1 FAN Award)

### Acteurs
Récompenses :
3 : Mick Blue
James Deen
Ramon Nomar
Rocco Siffredi